# Katmandú
Katmandú (nepalès: काठमांडौ), antigament anomenada Kàtmandu, és la capital del Nepal i la seva principal ciutat metropolitana. La seva població és incerta, les xifres varien entre 450.000 i més d'1.800.000 habitants, fet atribuït a maneres diferents de considerar el que és la ciutat. Segons una pàgina de les Nacions Unides i la segona és la dels tres districtes de la vall (que té tres districtes i en total 5 municipalitats). Segons la pàgina de la ciutat metropolitana la població el 2001 era de 671.846 amb una projecció per 2006 de 777.795 i pel 2011 de 915.000.
A partir dels anys 1960, Katmandú es convertí en un lloc molt visitat per turistes d'arreu del món, impulsats pel moviment hippie, i avui dia és una ciutat turística afavorida per les altes muntanyes, els palaus i temples i els parcs naturals. Una bona part dels habitants són de l'ètnia newar, seguits dels gurkhes, però totes les ètnies del país hi són representades. Rep també els noms de Kantipur o de Yen, especialment per part dels newars.
El nom derivaria d'un temple encara existent a Durbar Square anomenat Kasthamandap que derivaria del sànscrit Kaasth (काष्ठ), «fusta» i Mandap (मंडप/मण्डप), «refugi protegit». També s'anomena Maru Satal i fou construït l'any 1596 pel rei Laxmi Narsingh Malla. L'edifici no té ni un clau ni cap element metàl·lic ni suport, i està fet íntegrament de fusta (segons la llegenda, tota la fusta procedent d'un sol arbre).

## Història
La vall hauria estat habitada probablement des del primer mil·lenni abans de Crist. Buda i els seus deixebles haurien viscut un temps a la vall al segle vi. Quatre stupes a l'entorn de Patan haurien estat construïdes per Charumati, filla d'Asoka, al segle iii aC, però no passa de ser una tradició tot i que les stupes podrien ser molt antigues. El cert és que els objectes més antics trobats fins ara són del segle I aC i la primera inscripció és del 185 dC. La tradició diu que fou fundada pel mític bodhisattva Manjusri però no té cap fonament. La fundació hauria estat obra de raja Gunakdmadeva vers 723. El primer edifici que es pot datar és de vers l'any 1000.
Els primers sobirans coneguts que van governar a la vall són els kirats que haurien deixat com a rastre el palau de Patan prop de Hiranyavarna Mahavihara (anomenat «Patukodon»). La dinastia Licchavi (vers 300-879), de la qual hi ha constància certa almenys des del 464, que foren aliats dels guptes de l'Índia, va regnar a la vall després dels kirats. La dinastia Malla hi va regnar després, del segle xii fins al segle xvii quan la dinastia xa de Prithvi Narayan Shah, va conquerir la vall i va formar el Nepal modern. La major part dels edificis antics existents a la ciutat daten de l'època Malla.

## Geografia
És al peu del mont Nagarjun, a la vall anomenada de Kathmandu, al Nepal central, prop del riu Vishnumati a la seva unió amb el riu Baghmati. La vall està formada de fet per tres entitats principals: Katmandú, Patan i Bhaktapur. Patan i Katmandou són de costat, separades únicament pel riu Baghmati, mentre que Bhaktapur és una mica cap a l'est. Katmandú és la seu dels ministeris, ambaixades, grans companyies i del palau reial (ara palau del poble). El palau és a la Thamel, centre turístic del país, format per dues avingudes paral·leles amb nombroses residències de personalitats; el palau dona pas al Durbar Mag, un carrer ple de magatzems i centres comercials. La ciutat vella o Durbar Square és notable per la gran quantitat de temples i palaus budistes i hinduistes, la majoria del segle xvii. Molts d'aquests monuments han estat afectats per terratrèmols i per la contaminació. La ciutat està dividida en 5 sectors i 35 barris:
- Sector central : barris (wards) 1, 5, 11, 31, 32 i 33.
- Sector oriental : barris 6, 7, 8, 9, 10, 34 i 35.
- Sector nord : barris 2, 3, 4, 16 i 29.
- Cor de la vila: barris 17, 18, 19, 24, 25, 26, 27, 28, 30, 12, 20, 21, 22 i 23.
- Sector occidental : barris 13, 14 i 15.

A la vall de Katmandú hi ha set llocs classificats per la UNESCO com a patrimoni de la Humanitat:
- Centre de Katmandú Hanuman Dhoka (Darbar Square)
- Centre de Patan Lalitpur
- Centre de Bhaktapur
- Stupa budista de Swayambhunath
- Stupa budista de Boudhanath
- Temple hinduista de Pashupatinath
- Temple hinduista de Changu Narayan.

Des de 2003 ha estat classificat com Patrimoni en perill.
L'aeroport de Tribhuvan és a uns 6 km del centre.

## Demografia
El caràcter cosmopolita urbà de Katmandú l'ha convertit en la ciutat més poblada del Nepal. Segons el Cens Nacional de Població de 2011, la població total de la ciutat de Katmandú era de 975.543 en 254.292 llars amb una taxa de creixement anual del 6,12% respecte a la xifra de població de 2001. El 70% de la població total que resideix a Katmandú té entre 15 i 59 anys.
En una dècada, la població va augmentar de 427.045 el 1991 a 671.805 el 2001. Es preveia que la població arribés als 915.071 el 2011 i als 1.319.597 el 2021. Per mantenir aquest creixement demogràfic, l'àrea controlada per KMC de 5.076,6 ha es va ampliar a 8.214 ha el 2001. Amb aquesta nova zona, la densitat de població que era de 85 l'any 1991 es va mantenir en 85 l'any 2001.

### Idiomes
Segons el cens de 2011, el nepalès és la llengua materna més comuna a Katmandú, amb un 62% de la població que la parla com a llengua materna. El newar el parla un 19% i les altres llengües que es parlen a la ciutat inclouen el tamang (6%), el maithili (3%), el bhojpuri (2%), el gurung (2%), el magar (2%) i el xerpa (1%)) com a primera llengua. L'anglès també és molt parlat.

### Grups ètnics
El grup més nombrós són els nadius Newars, els diferents subgrups dels quals es combinen per constituir el 24,7% de la població. Gairebé igual en nombre són els bahuns, també coneguts com Hill-Brahmin o Khas Brahmin, que representen el 24,5% de la població. Formen part de la comunitat Khas més àmplia, com ho són els chhetri, el tercer grup més gran, que representen el 18% de la població. Altres grups de Katmandú inclouen els janajatis, formats per tamang (7,8%), Magar (3,8%), gurung (2,6%) i rai (2,1%). Els musulmans nepalesos representen l'1,8% de la població. Més recentment, altres grups madeshi de Terai han arribat a representar una proporció substancial de la població de la ciutat, i hi ha uns 12.000 marwadis, principalment comerciants.
Categoria de casta i ètnia àmplia (cens de 2011)
| Àmplia categoria ètnica                        | Subcategoria                                                                    | Família Lingüística  | Percentatge de població |
| ---------------------------------------------- | ------------------------------------------------------------------------------- | -------------------- | ----------------------- |
| Khas (Grups de castes de Hill/Pahari)          | Khas Brahmin, Chhetri, Kami, Thakuri, Damai Sarki, Sanyasi/Dasnami              | indoari              | 46,3%                   |
| Newar (grups de castes de la vall de Katmandú) | Newari Brahmin, Shrestha, Tamrakar, Newar Buddhist, Maharjan, Rajkarnikar, etc. | Indoari i Sinotibetà | 24,7%                   |
| Janajati (grups tribals dels turons)           | Magar, Tamang, Gurung, Sherpa, Rai, Limbu, etc.                                 | sino-tibetà          | 19,2%                   |
| Madeshi (Grups de castes de Terai)             | Yadav, Maithil Brahmins, Chamar, Kushwaha, Musahar, Kurmi, Dhanuk, etc.         | indoari              | 4,1%                    |
| musulmà                                        | -                                                                               | indoari              | 1,8%                    |
| Marwadi, bengalí                               | -                                                                               | indoari              | 1,6%                    |
| Adibasi (Grups indígenes Terai)                | Tharu, Rajbanshi, Tajpuriya, etc                                                | Indoari i Sinotibetà | 1,5%                    |
| Altres                                         | -                                                                               | indoari              | 1,5%                    |

### Arquitectura i paisatge urbà
L'antiga ruta comercial entre l'Índia i el Tibet que passava per Katmandú va permetre la fusió de tradicions artístiques i arquitectòniques d'altres cultures amb l'art i l'arquitectura locals. Els monuments de la ciutat de Katmandú han estat influenciats al llarg dels segles per les pràctiques religioses hindús i budistes. El tresor arquitectònic de la vall de Katmandú s'ha classificat sota els set coneguts grups de monuments i edificis patrimonials. L'any 2006 la UNESCO va declarar aquests set conjunts de monuments com a Patrimoni de la Humanitat (WHS). Les set zones monumentals cobreixen una àrea de 189 hectàrees, amb la zona d'amortiment que s'estén a 2.394 ha. Les Set Zones Monumentals inscrites originalment el 1979 i amb una petita modificació el 2006 són les places Durbar de Hanuman Dhoka, Patan i Bhaktapur, els temples hindús de Pashupatinath i Changunarayan, les estupes budistes de Swayambhunath i Boudhanath.

### Plaça Durbar
El significat literal de la plaça Durbar és «lloc de palaus». Hi ha tres places Durbar conservades a la vall de Katmandú i una sense conservar a Kirtipur. La plaça Durbar de Katmandú es troba a la ciutat vella i té edificis patrimonials que representen quatre regnes (Kantipur, Lalitpur, Bhaktapur, Kirtipur); la més antiga va ser la dinastia Licchavi. El complex té 50 temples i es distribueix en dos quadrangles de la plaça Durbar. El quadrangular exterior té el temple de Kasthamandap, Kumari Ghar i Shiva-Parvati; el quadrangular interior té el palau Hanuman Dhoka. Les places van quedar greument danyades pel terratrèmol de l'abril de 2015.
Hanuman Dhoka és un complex d'estructures amb el palau reial dels reis Malla i de la dinastia Shah. Es distribueix en cinc hectàrees. L'ala de llevant, amb deu patis, és la part més antiga, datada a mitjans del segle XVI. Va ser ampliat pel rei Pratap Malla al segle XVII amb molts temples. La família reial va viure en aquest palau fins que l'any 1886 es va traslladar al Palau Narayanhiti. La inscripció en pedra a l'exterior està en quinze idiomes.
Kumari Ghar és un palau al centre de la ciutat de Katmandú, al costat de la plaça Durbar on resideix un Kumari reial seleccionat entre diversos Kumaris. Kumari, o Kumari Devi, és la tradició d'adorar les noies joves prepubescents com a manifestacions de l'energia divina femenina o devi als països del sud d'Àsia. Al Nepal el procés de selecció és molt rigorós. Anteriorment, durant l'època de la monarquia, la reina i els sacerdots solien nomenar el Kumari proposat amb un delicat procés d'examen astrològic i examen físic de 32 'gunas'. La Xina (Nepali), un antic informe astrològic hindú, del Kumari i el rei regnant, hauria de ser similar. Es creu que la Kumari és una encarnació corporal de la deessa Taleju (el nom nepalès de Durga) fins que té la menstruació, després de la qual cosa es creu que la deessa abandona el seu cos. Una malaltia greu o una pèrdua important de sang per una lesió també fa que torni a un estat comú. L'actual Kumari, Trishna Shakya, de tres anys en el moment del nomenament, es va instal·lar el setembre de 2017 succeint a Matina Shakya, que va ser la primera Kumari de Katmandú després del final de la monarquia.
Kasthamandap és un temple de tres pisos que consagra una imatge de Gorakhnath. Va ser construït al segle XVI en estil pagoda. El nom de Katmandú és un derivat de la paraula Kasthamandap. Va ser construït sota el regnat del rei Laxmi Narsingha Malla. Kasthamandap es troba a la intersecció de dues antigues rutes comercials que uneixen l'Índia i el Tibet a la plaça Maru. Va ser construït originàriament com a casa de descans per als viatgers.

### Temple de Pashupatinath

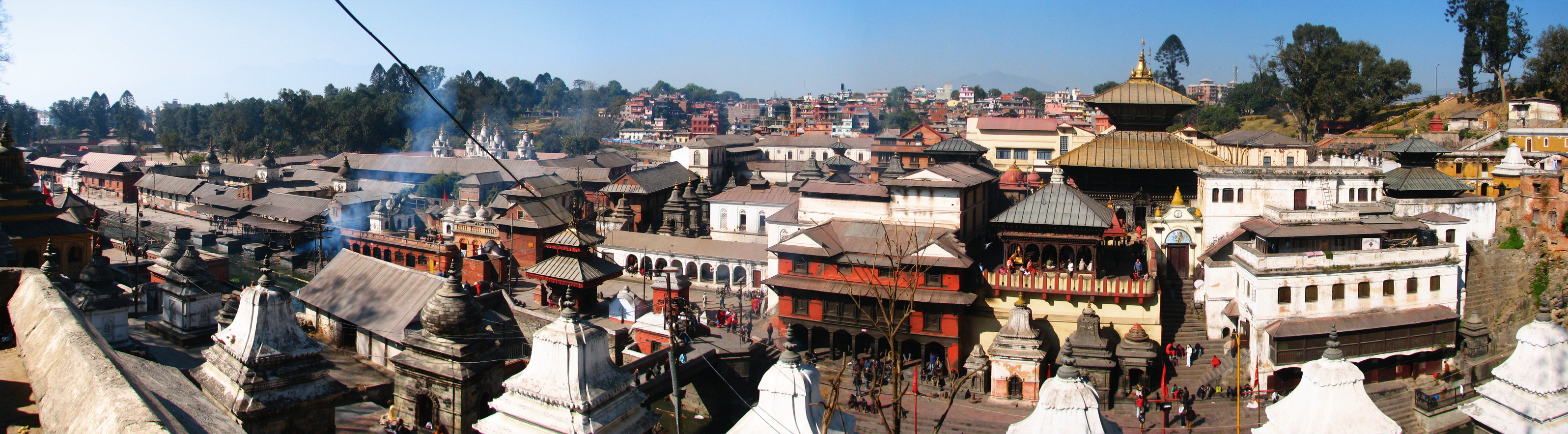
Panorama del temple de Pashupatinath des de l'altra riba del riu Bagmati

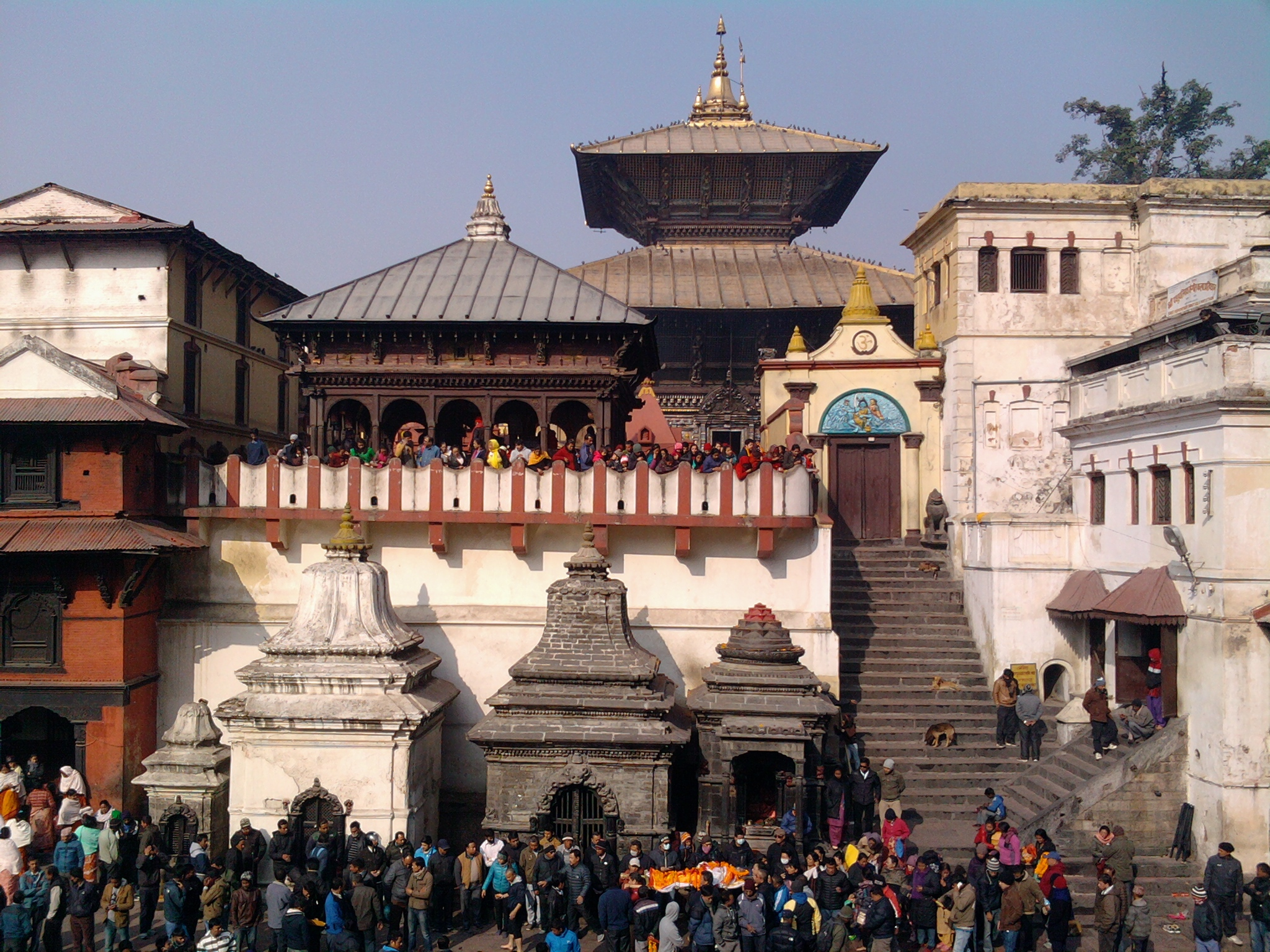
Pashupatinath vist des de la riba del riu Bagmati

El temple de Pashupatinath (Nepalès: पशुपतिनाथ मन्दिर) és un famós temple hindú del segle V dedicat a Xiva. Situat a la vora del riu Baghmati, el temple de Pashupatinath és el temple hindú més antic de Katmandú. Va servir com a seu de la deïtat nacional, Shree Pashupatinath, fins que el Nepal va ser secularitzat. Tanmateix, una part important del temple va ser destruïda pels invasors mogols al segle XIV i de l'exterior del temple original del segle V en queda poc o res. El temple tal com es troba avui es va construir al segle xix, tot i que la imatge del toro i la imatge negra de quatre caps de Pashupati tenen almenys 300 anys d'antiguitat. El temple és Patrimoni de la Humanitat per la UNESCO. Xivaratri, o la nit de Xiva, és el festival més important que té lloc aquí, que atrau milers de devots i sadhus.
Els creients de Pashupatinath (principalment hindús) poden entrar a les instal·lacions del temple, però els visitants no hindús només poden veure el temple des de l'altra banda del riu Bagmati. Els sacerdots que realitzen els serveis en aquest temple han estat bramans de Karnataka al sud de l'Índia des de l'època del rei de Malla Yaksha Malla. Es creu que aquesta tradició va ser iniciada a petició d'Adi Shankaracharya que pretenia unificar els estats de Bharatam, una regió del sud d'Àsia que es creu governada per un rei mitològic Bharat, fomentant l'intercanvi cultural. Aquest procediment es segueix en altres temples de l'Índia, que van ser santificats per Adi Shankaracharya.
El temple està construït a l'estil de l'arquitectura pagoda, amb construccions cúbiques i bigues de fusta tallada (tundal) sobre les quals descansen, i cobertes de dos nivells de coure i or.

### Boudhanath

Edificis al voltant de l'estupa de Boudhanath

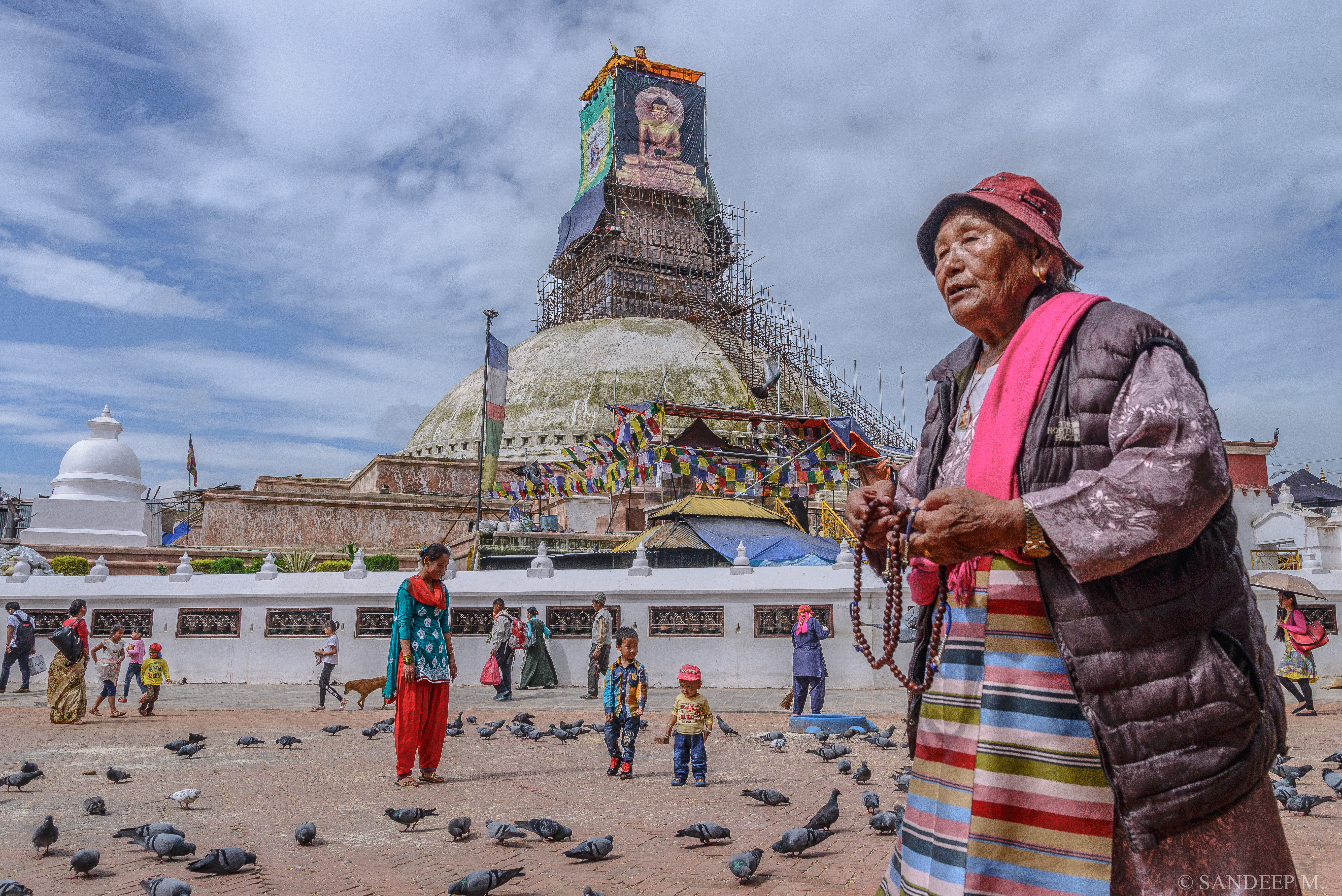
Boudhanath Stupa, una de les més grans del Nepal, mostrada durant les renovacions després del terratrèmol de 2015.

Boudhanath (Nepalès: बौद्ध स्तुप; també escrit com Bouddhanath, Bodhnath, Baudhanath o Khāsa Chaitya), és un dels llocs budistes més sagrats del Nepal, juntament amb el Swayambhunath. És un lloc turístic molt popular. Boudhanath és conegut com Khāsti pels newars i com a Bauddha o Bodhnāth pels parlants de nepalès. Uns 11 km des del centre i els afores nord-est de Katmandú, l'enorme mandala de l'estupa la converteix en una de les estupes esfèriques més grans del Nepal. Boudhanath es va convertir en Patrimoni de la Humanitat per la UNESCO el 1979.
La base de l'estupa té 108 petites representacions del Buda Dhyani Amitabha. Està envoltat d'una paret de maó amb 147 nínxols, cadascun amb quatre o cinc rodes de pregària gravades amb el mantra, Om mani padme hum. A l'entrada nord per on han de passar els visitants hi ha un santuari dedicat a Ajima, la deessa de la verola. Cada any l'estupa atrau molts pelegrins budistes tibetans que fan postracions de cos sencer al recinte inferior interior, passegen per l'estupa amb rodes d'oració, canten i resen. Milers de banderes de pregària s'hissen des de la part superior de l'estupa cap avall i puntegen el perímetre del complex. L'afluència de molts refugiats tibetans de la Xina ha vist la construcció de més de 50 gompes tibetans (monestirs) al voltant de Boudhanath.

### Swayambhu
Swayambhunath (Nepalès: स्वयम्भू स्तूप)) és una estupa budista dalt d'un turó a la part nord-oest de la ciutat. Aquest és un dels llocs religiosos més antics del Nepal. Tot i que el lloc es considera budista, és venerat tant pels budistes com pels hindús. L'estupa consta d'una cúpula a la base; a sobre de la cúpula, hi ha una estructura cúbica amb els ulls de Buda mirant en les quatre direccions. Hi ha toran pentagonals a sobre de cadascun dels quatre costats, amb estàtues gravades. Darrere i per sobre de la torana hi ha tretze grades. Per sobre de tots els nivells, hi ha un petit espai a sobre del qual hi ha un gajur .

### Rani Pokhari
Ranipokhari (Nepalès: रानी पोखरी, Estany de la Reina) és un històric estany artificial situat al cor de Katmandú. Va ser construït pel rei Pratap Malla l'any 1670 per a la seva estimada reina després que aquesta va perdre el seu fill i no es va poder recuperar de la seva pèrdua. Una gran estàtua de pedra d'un elefant al sud significa la imatge de Pratap Malla i els seus dos fills. El temple de Balgopaleshwor es manté dins l'estany. Rani Pokhari s'obre un cop l'any durant l'últim dia de Tihar, és a dir Festival Bhai Tika i Chhath. El Chhath més gran del món té lloc cada any a Ranipokhari. L'estany és un dels llocs més famosos de Katmandú i és conegut per la seva importància religiosa i estètica. Tanmateix, Ranipokhari està ara en reformes, que van començar el 2019.

## Cultura

### Arts

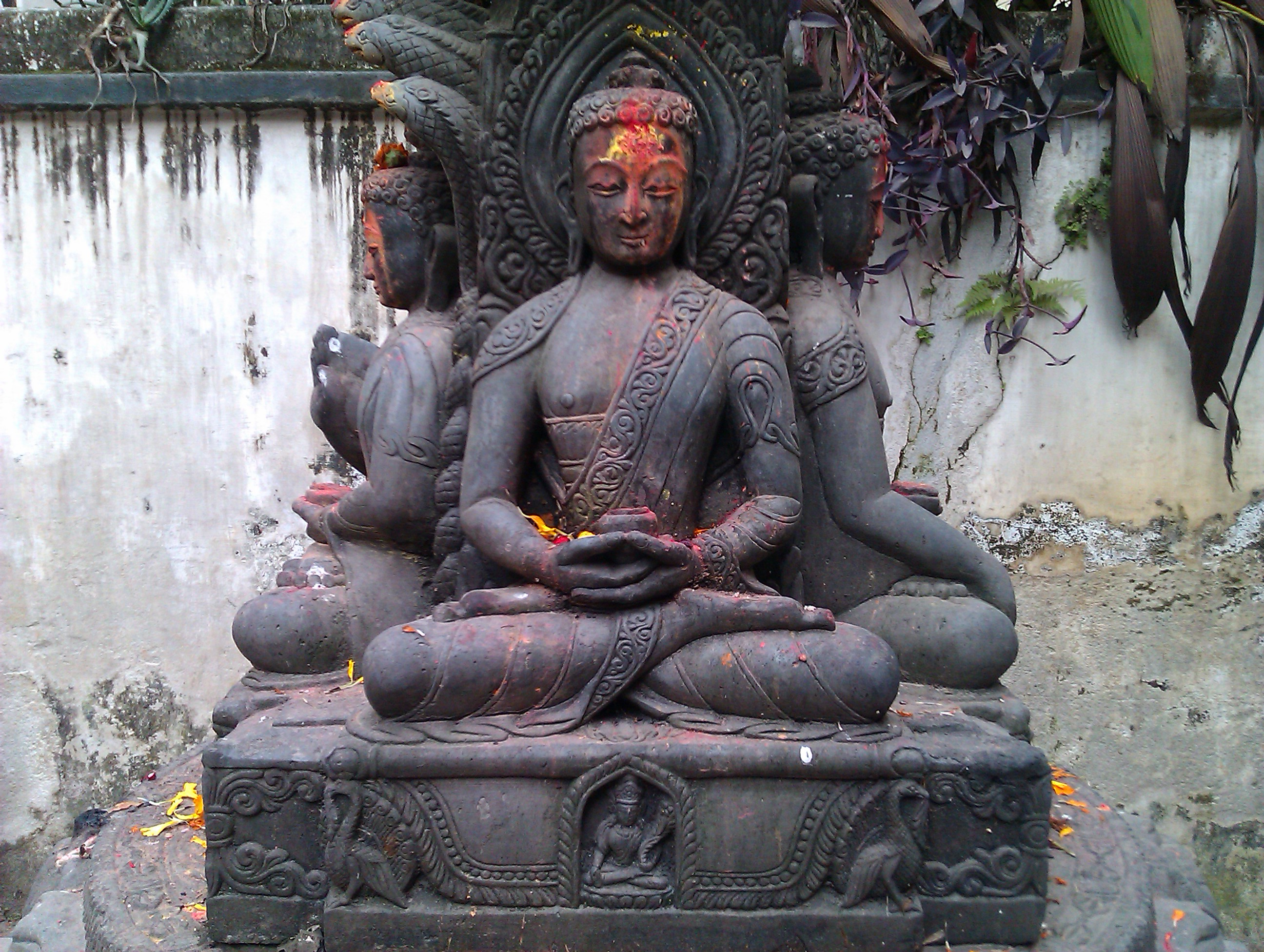
Talles de pedra, anomenades Chaityes, vistes a les cantonades dels carrers i als patis

La vall de Katmandú, la ciutat dels newars es descriu com «un enorme tresor d'art i escultures», fetes de fusta, pedra, metall i terracota, i que es troben en profusió en temples, santuaris, estupes, gompes, chaities i palaus. Els objectes d'art també es veuen a les cantonades de carrers, carrers, patis privats i en terreny obert. La majoria de l'art té la forma d'icones de déus i deesses. La vall de Katmandú ha tingut aquest tresor artístic durant molt de temps, però va rebre el reconeixement mundial només després que el país es va obrir al món exterior el 1950.
L'art religiós del Nepal i Katmandú, en particular, consisteix en un simbolisme icònic de les Deesses Mare com: Bhavani, Durga, Gaja-Lakshmi, Hariti-Sitala, Mahsishamardini, Saptamatrika (set deesses mare) i Sri-Lakshmi (deessa de la riquesa). Des del segle iii aC, a part dels déus i deesses hindús, monuments budistes del període Ashokan (es diu que Aixoka va visitar el Nepal l'any 250 aC) han embellit el Nepal en general i la vall en particular. Aquests edificis artístics i arquitectònics engloben tres grans períodes d'evolució: el període Licchavi o clàssic (del 500 al 900 dC), el període postclàssic (1000 a 1400 dC), amb una forta influència de l'art Palla; el període Malla (1400 en endavant) que va exhibir influències explícitament tàntres juntament amb l'art de la demonologia tibetana.
S'ha atribuït una àmplia tipologia als dissenys decoratius i talles creats per la gent del Nepal. Aquests artistes han mantingut una barreja d'hinduisme i budisme. La tipologia, en funció del tipus de material utilitzat són: art en pedra, art en metall, art en fusta, art en terracota i pintura.

### Museus

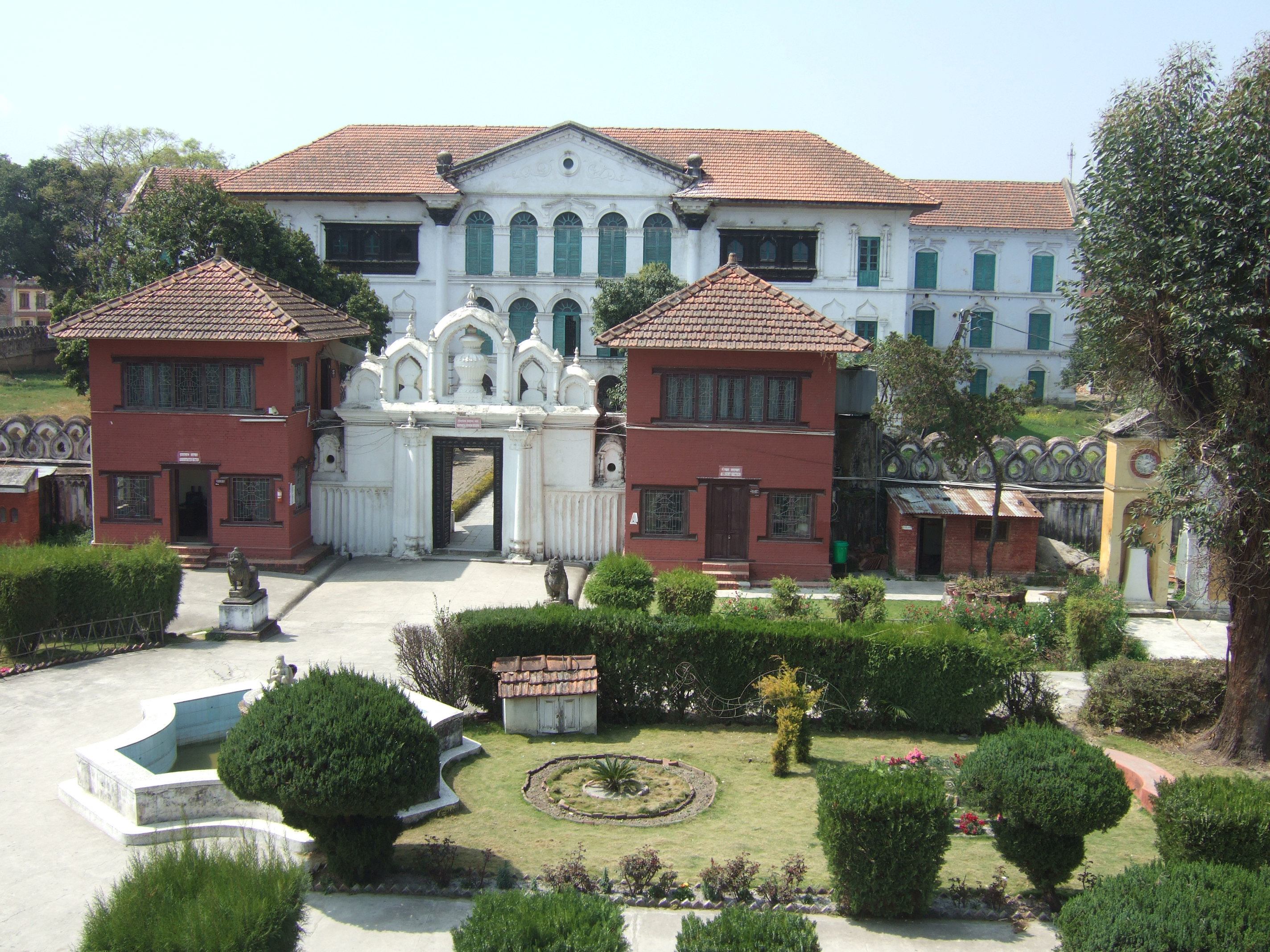
Museu Nacional del Nepal

Katmandú acull diversos museus i galeries d'art, com ara el Museu Nacional del Nepal i el Museu d'Història Natural del Nepal. L'art i l'arquitectura del Nepal són una amalgama de dues religions antigues, l'hinduisme i el budisme. Aquestes es reflecteixen àmpliament en els nombrosos temples, santuaris, estupes, monestirs i palaus de les set zones monumentals ben definides de la vall de Katmandú que formen part del patrimoni de la humanitat de la UNESCO. Aquesta fusió també es reflecteix en la planificació i les exposicions en museus i galeries d'art de Katmandú i les seves ciutats germanes de Patan i Bhaktapur. Els museus mostren artefactes i pintures úniques des del segle V dC fins a l'actualitat, inclosa l'exportació arqueològica.
Els museus i galeries d'art de Katmandú inclouen:
- Museu Nacional del Nepal
- Museu d'Història Natural del Nepal
- Complex del Palau Hanuman Dhoka
- La Biblioteca Kaiser
- La Galeria Nacional d'Art
- La galeria NEF-ART (Nepal Fine Art).
- Galeria del Consell d'Art del Nepal
- Museu del Palau de Narayanhiti
- El Museu Taragaon

El Museu Nacional es troba a la part occidental de Katmandú, a prop de l'estupa Swayambhunath, en un edifici històric construït a principis del segle XIX pel general Bhimsen Thapa. És el museu més important del país, que acull una extensa col·lecció d'armes, art i antiguitats d'importància històrica i cultural. El museu es va establir l'any 1928 com a casa de col·lecció de trofeus i armes de guerra, i el nom inicial d'aquest museu era Chhauni Silkhana, que significa «la casa de pedra d'armes i municions». Donat el seu focus, el museu conté moltes armes, com ara armes de foc de fabricació local utilitzades en guerres, canons de cuir dels segles XVIII i XIX i obres medievals i modernes en fusta, bronze, pedra i pintures.
El Museu d'Història Natural es troba als contraforts sud del turó Swayambhunath i té una col·lecció important de diferents espècies d'animals, papallones i plantes. El museu destaca per la seva mostra d'espècies, des de petxines prehistòriques fins a peluixos.
El Museu Tribhuvan conté artefactes relacionats amb el rei Tribhuvan (1906–1955). Té una varietat de peces que inclouen les seves pertinences personals, cartes i papers, records relacionats amb esdeveniments en què va participar i una rara col·lecció de fotos i pintures de membres de la família reial. El Museu Mahendra està dedicat al rei Mahendra (1920–1972). Igual que el Museu Tribhuvan, inclou les seves pertinences personals com ara decoracions, segells, monedes i notes personals i manuscrits, però també té reconstruccions estructurals de la seva cambra del seu gabinet i de la seva oficina. El Palau Hanumandhoka, un luxós complex de palaus medievals al Durbar, conté tres museus separats d'importància històrica. Aquests museus inclouen el museu Birendra, que conté elements relacionats amb el penúltim monarca, el rei Birendra.
El recinte tancat del Museu del Palau de Narayanhiti es troba a la part central-nord de Katmandú. «Narayanhiti» (nepalès: नारायणहिटी) ve de Narayana (nepalès: नारायण), una forma del déu hindú Lord Vishnu, i hiti (nepalès: हिटी), que significa «broc d'aigua» (el temple de Vixnu es troba davant del palau, i el broc d'aigua es troba a l'est de l'entrada principal del recinte). L'edifici actual del palau es va construir l'any 1970 davant de l'antic palau, construït l'any 1915, en forma de pagoda contemporània. Va ser construït amb motiu del matrimoni de l'aleshores príncep hereu i hereu al tron, Birendra. La porta sud del palau es troba a l'encreuament de les carreteres de Prithvipath i Durbar Marg. La zona del palau cobreix 30 ha i està totalment assegurada amb portes a tots els costats. Aquest palau va ser l'escenari de la Massacre reial al Nepal. Després de la caiguda de la monarquia, s'ha convertit en museu.
El Museu Taragaon presenta la història moderna de la vall de Katmandú. Pretén documentar 50 anys d'investigació i conservació del patrimoni cultural de la vall de Katmandú, documentant què havien contribuït artistes, fotògrafs, arquitectes i antropòlegs de l'estranger a la segona meitat del segle xx. L'estructura real del museu mostra els esforços de restauració i rehabilitació per preservar el patrimoni construït de Katmandú. Va ser dissenyat per Carl Pruscha (planificador mestre de la vall de Katmandú) el 1970 i construït el 1971. Les obres de restauració van començar l'any 2010 per rehabilitar l'alberg de Taragaon al Museu de Taragaon. El disseny utilitza maons locals juntament amb elements de disseny arquitectònic modern, així com l'ús de cercles, triangles i quadrats. El museu es troba a poca distància a peu de l'estupa de Boudhanath, que es pot veure des de la torre del museu.

### Galeries d'art

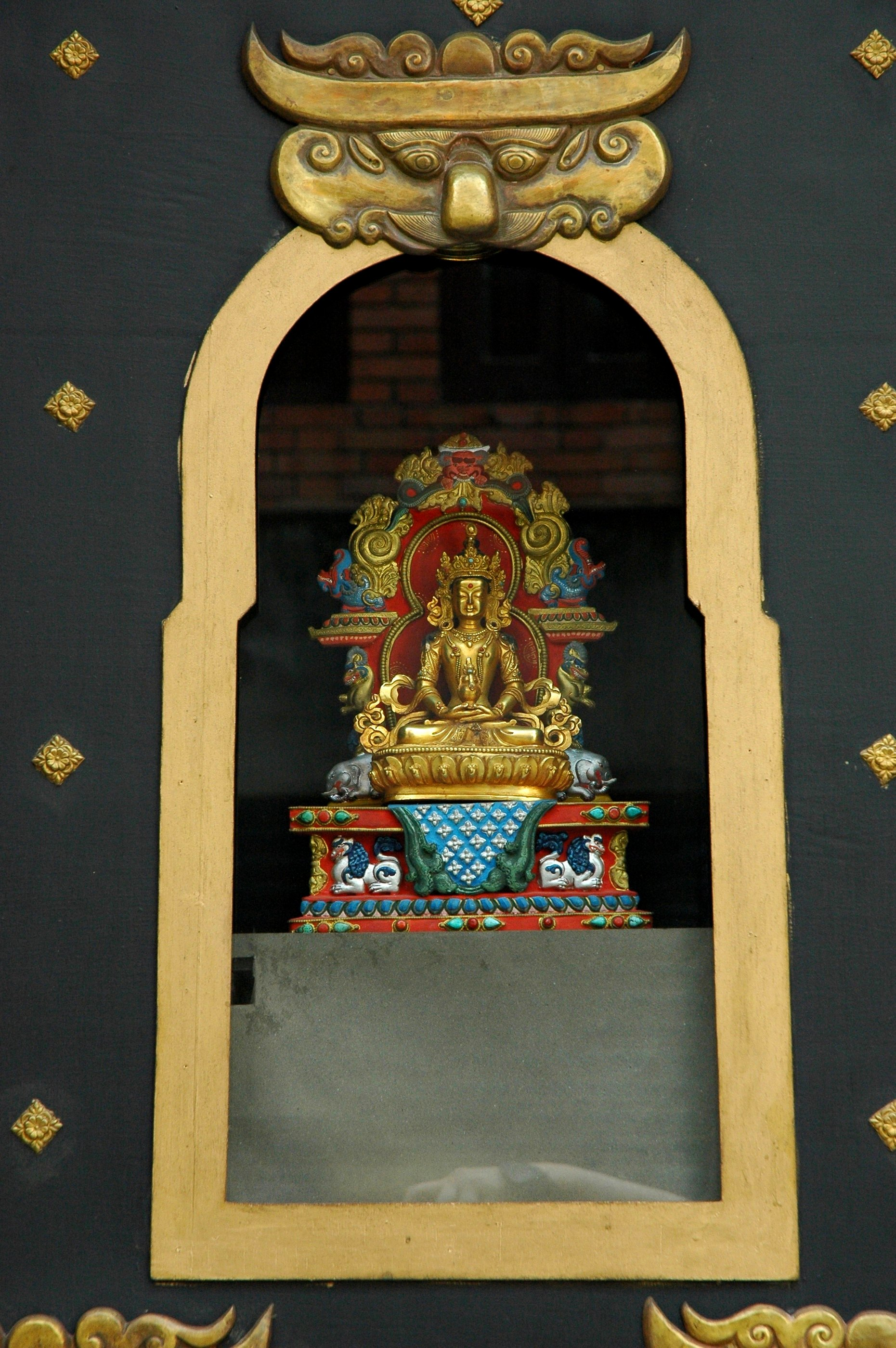
Exhibició d'estàtua budista a Katmandú

Katmandú és un centre d'art al Nepal, que mostra el treball d'artistes contemporanis del país i també col·leccions d'artistes històrics. Patan, en particular, és una ciutat antiga coneguda per les seves belles arts i artesania. L'art a Katmandú és vibrant, demostrant una fusió de tradicionalisme i art modern, derivat d'un gran nombre d'influències nacionals, asiàtiques i globals. L'art nepalí es divideix habitualment en dues àrees: la pintura tradicional idealista coneguda com a «paubha» al Nepal i potser més comunament coneguda com a Thangkas al Tibet, estretament lligada a la història religiosa del país i, d'altra banda, la pintura d'estil occidental contemporània, inclosa la natura- composicions basades o obres d'art abstractes basades en elements tàntrics i temes socials dels quals els pintors del Nepal són ben coneguts. A nivell internacional, l'organització benèfica britànica, el Kathmandu Contemporary Art Center, està involucrada en la promoció de les arts a Katmandú.
Katmandú acull moltes galeries d'art notables. La NAFA Gallery, gestionada pel Departament d'Arts i Oficis de l'Acadèmia del Nepal, es troba a Sita Bhavan, un antic palau neoclàssic de Rana.
La Galeria d'Art Contemporani de Srijana, dins del recinte d'exposicions de Bhrikutimandap, acull l'obra de pintors i escultors contemporanis i organitza regularment exposicions. També imparteix classes matinals i nocturnes a les escoles d'art. També cal destacar la Moti Azima Gallery, en un edifici de tres pisos a Bhimsenthan, que conté una impressionant col·lecció d'estris tradicionals i ninots fets a mà i articles típics d'una casa medieval Newar, que ofereix una visió important de la història de Nepal. La J Art Gallery, a prop de l'antic palau reial de Durbarmarg, mostra les obres d'art d'eminents pintors nepalesos. La Galeria del Consell d'Art del Nepal, al Babar Mahal, de camí a l'aeroport internacional de Tribhuvan, conté obres d'art tant d'artistes nacionals com internacionals i àmplies sales que s'utilitzen habitualment per a exposicions d'art.

### Literatura

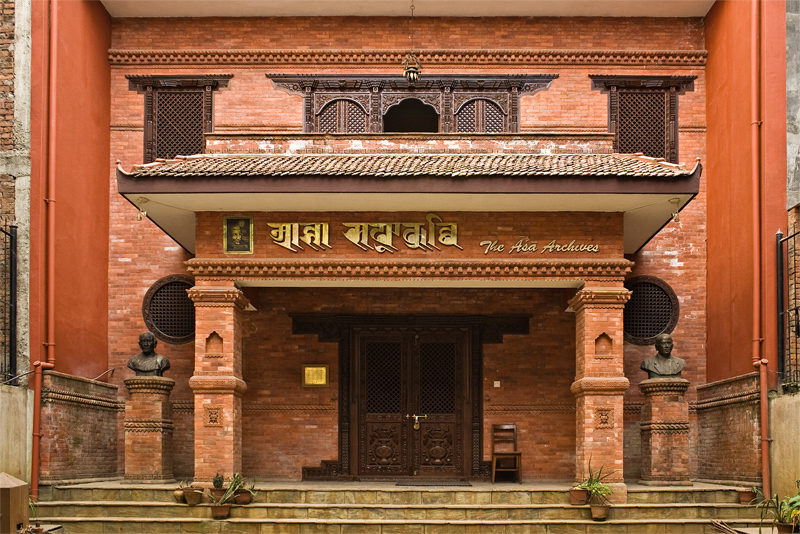
Arxius Asa

La Biblioteca Nacional del Nepal es troba a Patan. És la biblioteca més gran del país amb més de 70.000 llibres en anglès, nepalès, sànscrit, hindi i Nepal Bhasa. La biblioteca té llibres acadèmics rars en sànscrit i anglès que daten del segle XVII dC. Katmandú també conté la Biblioteca Kaiser, al Kaiser Mahal a la planta baixa de l'edifici del Ministeri d'Educació. Aquesta col·lecció d'uns 45.000 llibres es deriva d'una col·lecció personal del Kaiser Shumsher Jang Bahadur Rana. Cobreix una àmplia gamma de temes, com ara història, dret, art, religió i filosofia, així com un manual sànscrit de tantra, que es creu que té més de 1.000 anys. El terratrèmol de 2015 va causar greus danys a l'edifici del Ministeri d'Educació i el contingut de la Biblioteca Kaiser s'ha traslladat temporalment.
També cal destacar l'Arxiu d'Asa. Estan especialitzats en història medieval i tradicions religioses de la vall de Katmandú. Els arxius, a Kulambhulu, tenen una col·lecció d'uns 6.000 llibres manuscrits de fulles soltes i 1.000 manuscrits de fulles de palmera (la majoria en sànscrit o Nepal Bhasa) i un manuscrit datat el 1464.

### Cinema i teatre
Katmandú és la seu de cinema i teatres nepalesos. La ciutat conté diversos teatres, com ara el National Dance Theatre de Kanti Path, el Ganga Theatre, el Himalayan Theatre i el Aarohan Theatre Group fundat el 1982. El Teatre M. Art té la seu a la ciutat. La Gurukul School of Theatre organitza el Festival Internacional de Teatre de Kathmandu, que atrau artistes d'arreu del món. S'ha obert un mini teatre a la plaça Hanumandhoka Durbar, establert pel Comitè de Promoció i Conservació de Durbar.
Katmandú té una sèrie de cinemes (antics establiments de pantalla única i alguns nous multiplexes) que mostren pel·lícules de Nepal, Bollywood i Hollywood. Alguns establiments antics inclouen Vishwajyoti Cinema Hall, Jai Nepal Hall, Kumari Cinema Hall, Gopi Krishna Cinema Hall i Guna Cinema Hall. Katmandú també acull algunes sales de cinema estàndard internacionals i multiplexes, com ara QFX Cinemas, Cine De Chef, Fcube Cinemas, Q's Cinemas, Big Movies, BSR Movies i molts més.

### Cuina

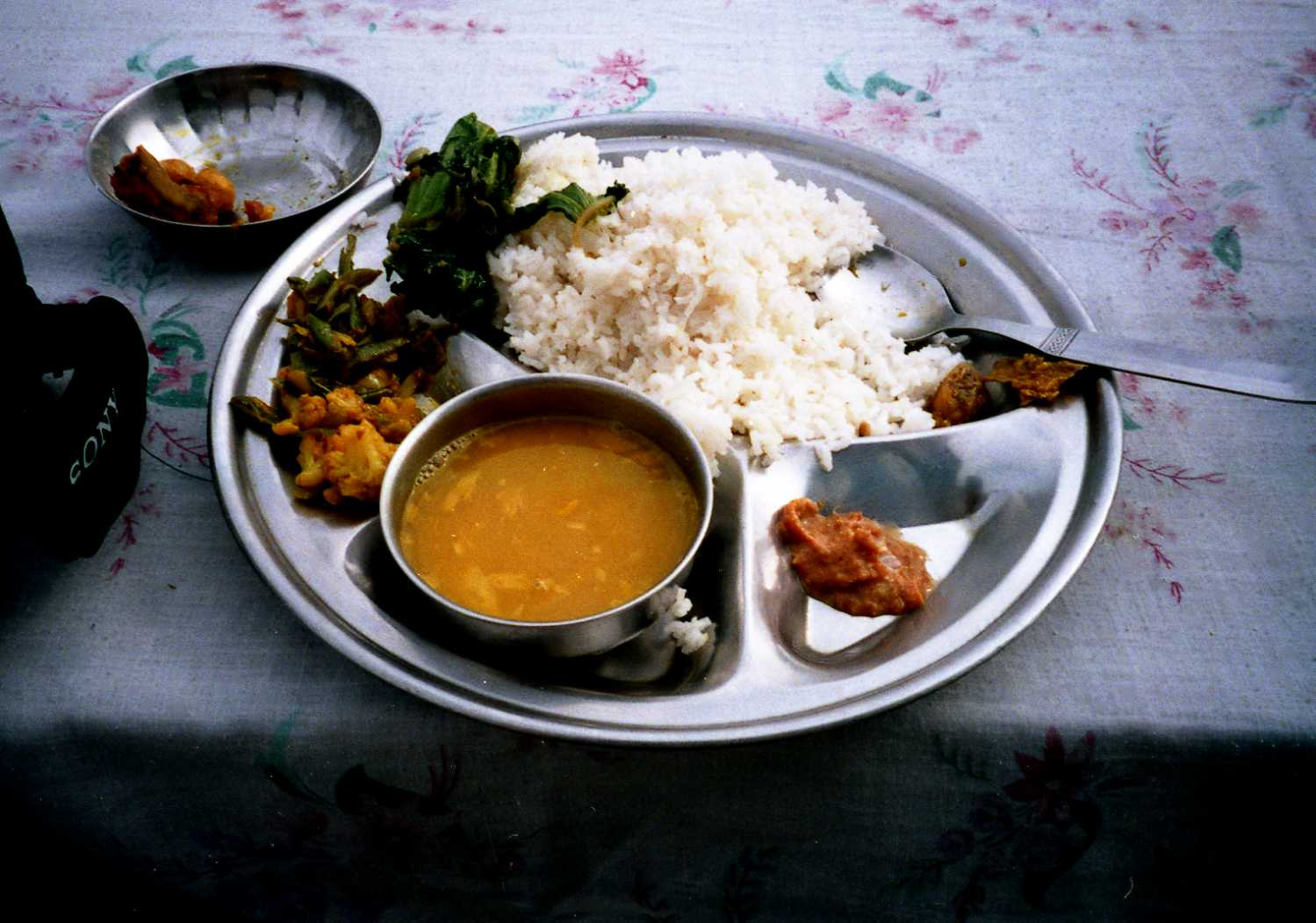
Un dels àpats típics del Nepal Dal bhat a Katmandú

L'aliment bàsic de la majoria de la gent de Katmandú és dal bhat. Consisteix en sopa d'arròs i llenties, generalment servida amb curri de verdures, achar i, de vegades, chutney. Momo, un tipus de versió nepalesa de boles de massa tibetanes, s'ha fet prominent al Nepal amb molts venedors ambulants i restaurants que el venen. És un dels menjars ràpids més populars de Katmandú. A Katmandú són famoses diverses variants nepaleses de momo, com ara boles de massa (és a dir, búfals), boles de pollastre i momo vegetarià.
La majoria de les cuines que es troben a Katmandú són no vegetarianes. No obstant això, la pràctica del vegetarianisme no és estranya, i les cuines vegetarianes es poden trobar per tota la ciutat. El consum de carn de vedella és molt poc freqüent i es considera tabú en molts llocs. El buff (carn de búfal d'aigua) és molt comú. Hi ha una forta tradició de consum de buff a Katmandú, especialment entre els Newars, que no es troba a altres parts del Nepal. El consum de carn de porc era considerat tabú fins fa unes dècades. A causa de la barreja amb la cuina Kirat de l'est del Nepal, la carn de porc ha trobat un lloc als plats de Katmandú. Una població marginal de devots hindús i musulmans ho considera tabú. Els musulmans prohibeixen menjar buff a l'Alcorà, mentre que els hindús mengen totes les varietats, excepte la vedella, ja que consideren que la vaca és una deessa i símbol de puresa. El dinar/aperitiu principal per als locals i els visitants és principalment Momo o Chowmein.
Katmandú només tenia un restaurant d'estil occidental el 1955. Des de llavors s'han obert un gran nombre de restaurants a Katmandú, que ofereixen cuina nepalesa, cuina tibetana, cuina xinesa i cuina índia en particular. S'han obert molts altres restaurants per allotjar locals, expatriats i turistes. El creixement del turisme a Katmandú ha donat lloc a la creativitat culinària i al desenvolupament d'aliments híbrids per donar cabuda als turistes, com el chop suey americà, que és una salsa agredolça amb fideus cruixents amb un ou ferrat afegit habitualment a sobre i altres occidentalitzats. adaptacions de la cuina tradicional. La cuina continental es pot trobar en llocs seleccionats. Les cadenes de restaurants internacionals són rares, però recentment hi han obert alguns punts de venda de Pizza Hut i KFC. També compta amb diversos punts de venda de la cadena internacional de gelats Baskin-Robbins.
Katmandú té una proporció més gran de bevedors de te que de cafè. El te, conegut localment com a Chiya, es serveix àmpliament, però és extremadament feble per als estàndards occidentals. És més ric i conté fulles de te bullides amb llet, sucre i espècies. Les botigues de te que serveixen te especialment amb altres aperitius són àmpliament disponibles. L'alcohol es consumeix àmpliament i hi ha nombroses variants locals de begudes alcohòliques. Beure i conduir és il·legal i les autoritats tenen una política de tolerància zero. Ailaa i thwon (alcohol fet d'arròs) són les begudes alcohòliques de Katmandú, que es troben a tots els bhattis locals (els restaurants que serveixen alcohol). Chhyaang, tongba (mill fermentat o ordi) i raksi són begudes alcohòliques d'altres parts del Nepal que es troben a Katmandú. Tanmateix, les botigues i bars de Katmandú venen àmpliament cerveses occidentals i nepaleses.

### Música

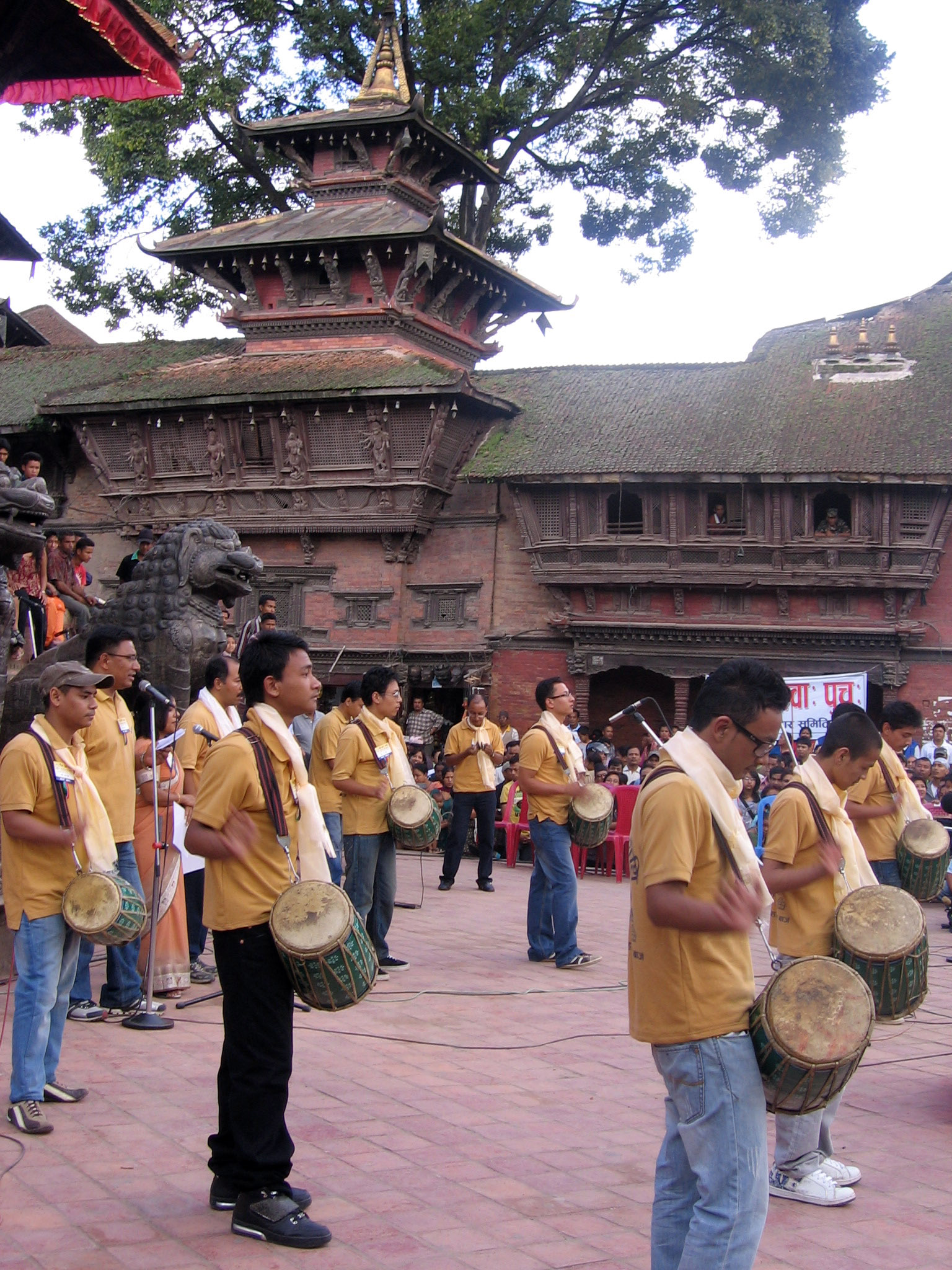
Actuació musical budista tradicional durant Gunla

Katmandú és el centre de la música i la dansa al Nepal, i aquestes formes d'art són fonamentals per entendre la ciutat. S'organitzen actuacions musicals en espais culturals. La música forma part de l'aspecte tradicional de Katmandú. Gunla és el festival de música tradicional segons Nepal Sambat. La música Newar es va originar a Katmandú. A més, es pot trobar música d'arreu del Nepal a Katmandú.
Uns quants hippies van visitar Katmandú durant la dècada de 1970 i van introduir el rock and roll, el rock i el jazz a la ciutat. Katmandú és coneguda internacionalment pel seu festival de jazz, conegut popularment com Jazzmandu. És l'únic festival de jazz de la regió de l'Himàlaia i es va establir el març de 2002. El festival atrau músics de països d'arreu del món, com Austràlia, Dinamarca, Estats Units, Benín i l'Índia.
La ciutat ha estat referenciada en nombroses cançons, incloses obres de Cat Stevens ('Katmandu', Mona Bone Jakon (1970), Bob Seger ('Katmandu', Beautiful Loser (1975)), Rush (A Passage to Bangkok), Pulling into Kathmandu; 2112, (1976), John Lennon (Nobody Told Me (1984, pòstumament)), Krematorij ('Kathmandu', Three Springs (2000)), Fito Páez (Tráfico por Katmandú) – Traffic through Kathmandu) i Cavalcade (Kathmandu Kid) 2019.

### Festivals

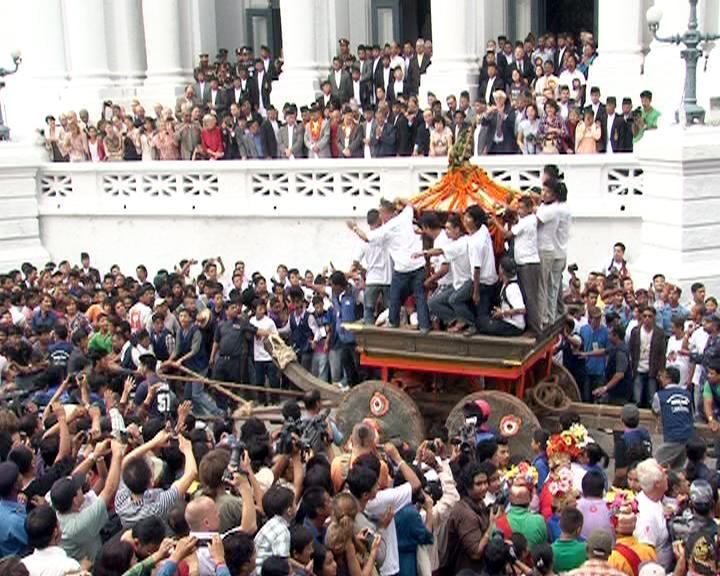
El president del Nepal Ram Baran Yadav observant el festival de carrer de Yenya, que literalment significa «festival de Katmandú»

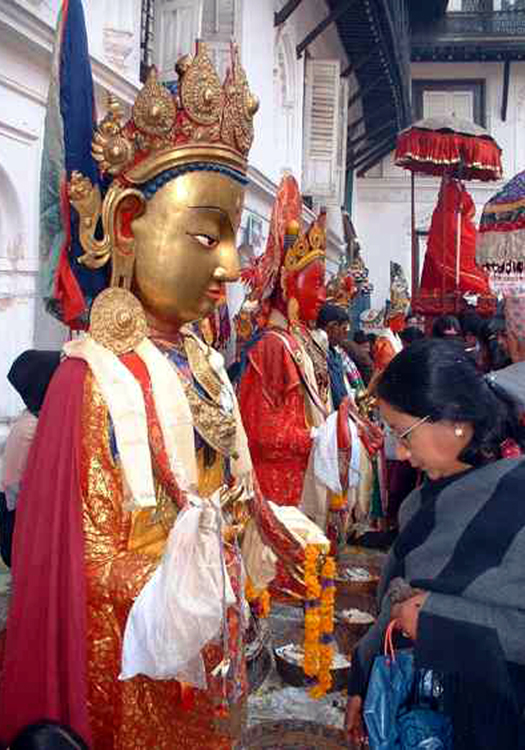
Samyak, un festival budista durant el qual es mostren juntes estàtues de Budes dels antics monestirs. Observeu l'estàtua d'Hanuman al costat dels Budes a la imatge, un exemple comú d'harmonia religiosa a Katmandú.

La majoria de les fires i festivals de Katmandú es van originar en el període Malla o abans. Tradicionalment, aquests festivals eren celebrats per Newars. En els últims anys, aquests festivals també han trobat una participació més àmplia d'altres kathmanduites. Com a capital del Nepal, a Katmandú se celebren diversos festivals nacionals. Amb la migració massiva a la ciutat, les cultures de Khas de l'oest, Kirats de l'est, Bon/tibetana del nord i Mithila del sud es troben a la capital i es barregen harmoniosament. Les festes com el Ghode (cavall) Jatra, Indra Jatra, Dashain Durga Puja festivals, Shivratri i moltes més són observades per totes les comunitats hindús i budistes de Katmandú amb fervor i entusiasme devocionals. La regulació social en els codis promulgats incorpora tradicions i ètica hindús. Aquests van ser seguits pels reis Shah i els reis anteriors, com a devots hindús i protectors de la religió budista.

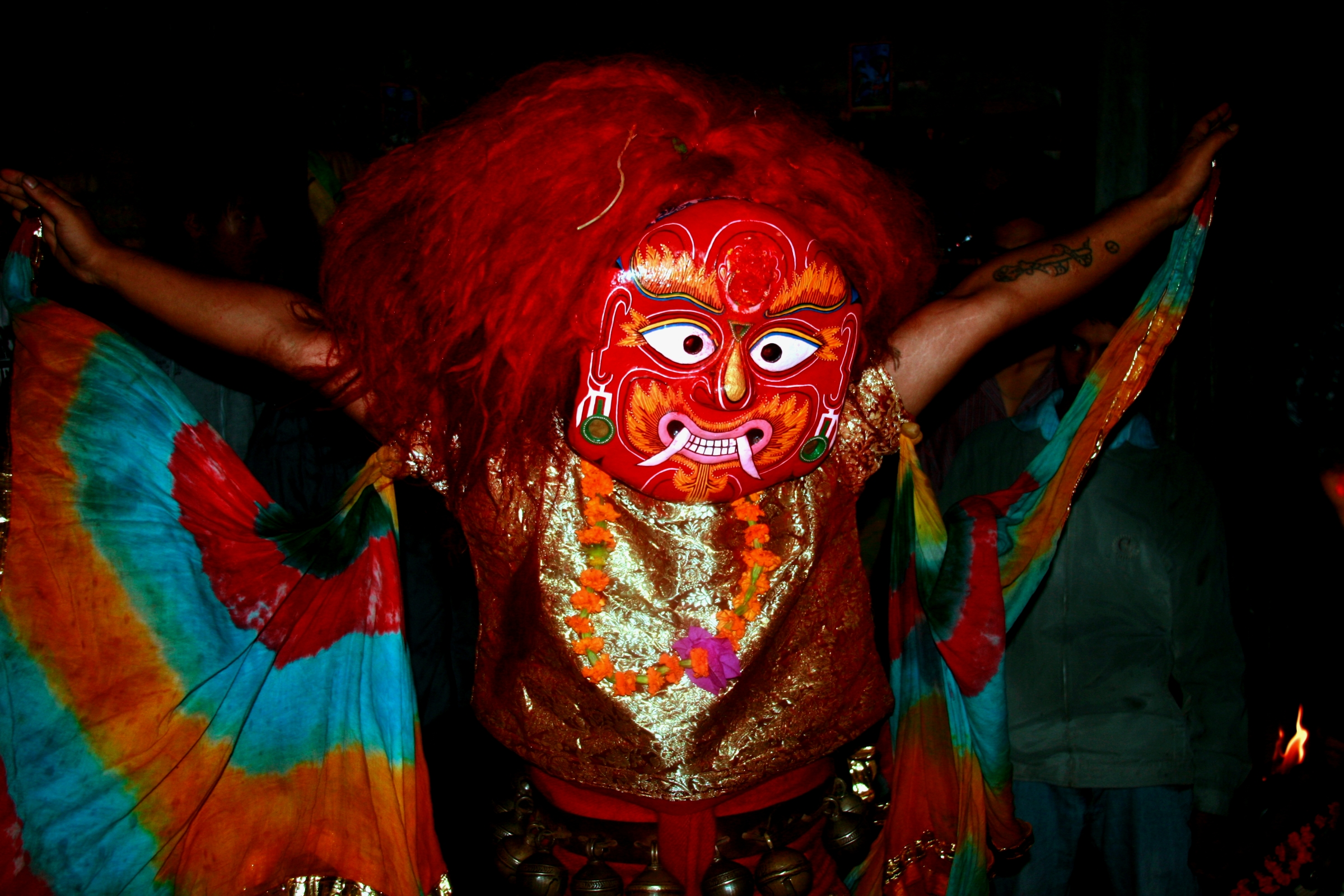
Ballarina de Lakhe nepalí

La continuïtat cultural s'ha mantingut durant segles en el culte exclusiu de les deesses i deïtats a Katmandú i la resta del país. Aquestes deïtats inclouen l’Ajima, Taleju (o Tulja Bhavani o Taleju Bhawani) i la seva altra forma: Digu Taleju (o Degu Taleju) i Kumari (la deessa viva). Els edificis artístics s'han convertit en llocs de culte en la vida quotidiana de la gent, per això es manté una llista per observar les festes anuals. Durant l'any se celebren 133 festivals.
Algunes de les festes tradicionals observades a Katmandú, a part de les esmentades anteriorment, són Bada Dashain, Tihar, Chhath, Maghe Sankranti, Nag Panchami, Janai Purnima, Pancha Dan, Teej / Rishi Panchami, Pahan Charhe, Jana Baha Dyah Jatra (White Machchhendra) Jatra), i Matatirtha Aunsi.

## Religions

### Hinduisme

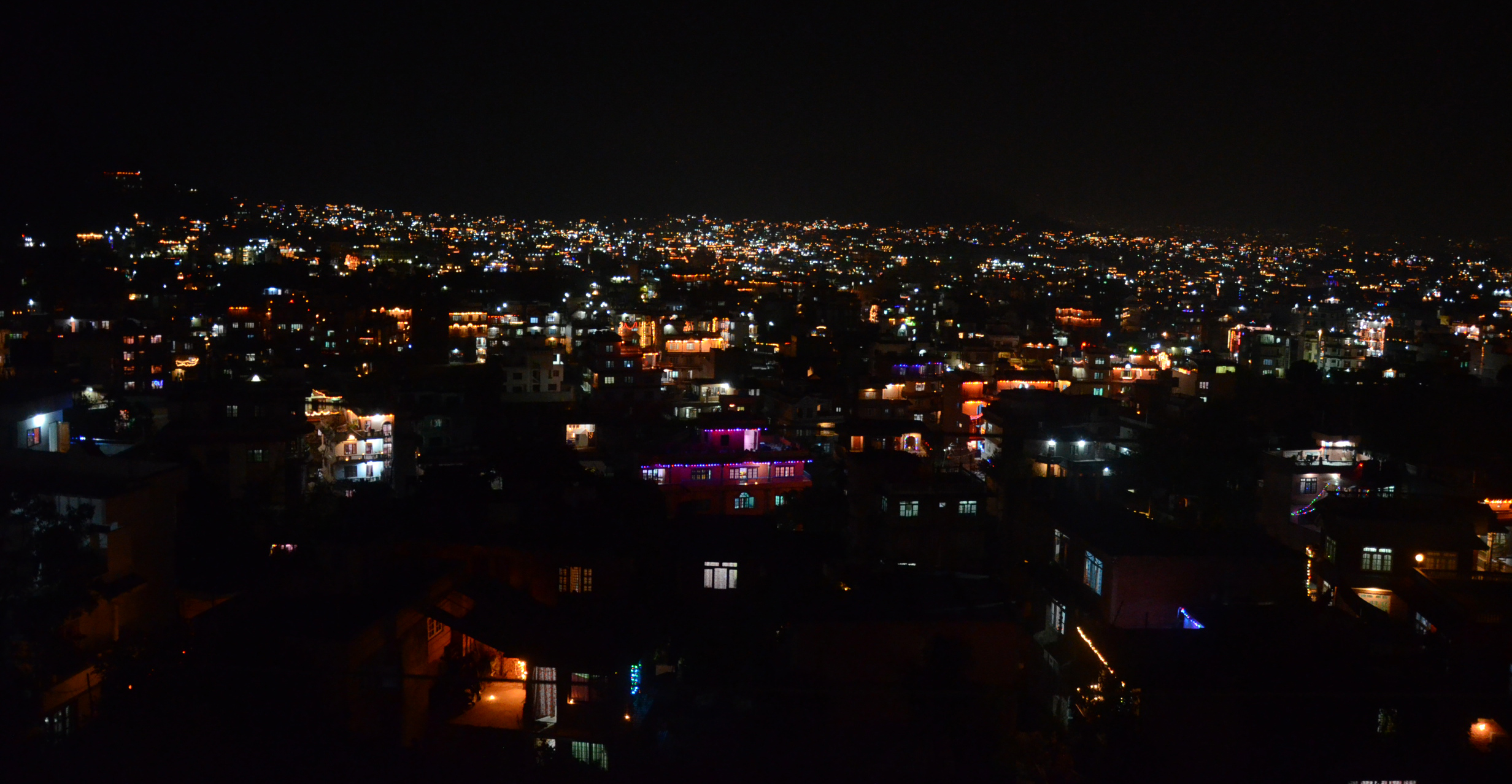
La vall de Katmandú vista des de Halchowk durant Deepawali, 2013

L'hinduisme és una de les creences indígenes de la ciutat. Se suposa que, juntament amb el regne de Licchhavi (c. 400 a 750), l'hinduisme i l'estratificació social endogàmica de la casta es van establir a la vall de Katmandú. El temple Pashupatinath, el temple Changu Narayan i el Kasthamandap tenen una importància especial per als hindús. Altres temples hindús notables a Katmandú i la vall circumdant inclouen el temple Bajrayogini, el temple Dakshinkali, el temple Guhyeshwari i el santuari Shobha Bhagawati.
El riu Baghmati que travessa Katmandú és considerat un riu sagrat tant pels hindús com pels budistes, i molts temples hindús es troben a la vora d'aquest riu. La importància del Bagmati també rau en el fet que els hindús són incinerats als seus marges, i els Kirants són enterrats als turons al seu costat. Segons la tradició hindú nepalesa, el cos mort s'ha de submergir tres vegades al Bagmati abans de la cremació. El principal dol (normalment el primer fill) que encén la pira funerària ha de prendre un bany d'aigua santa immediatament després de la cremació. Molts familiars que s'uneixen a la processó fúnebre també es banyen al Bagmati o ruixen l'aigua beneïda als seus cossos al final de la cremació, ja que es creu que el Bagmati purifica espiritualment la gent.

### Budisme
El budisme va ser introduït a Katmandú amb l'arribada dels monjos budistes durant l'època de Buda (c. 563 - 483 aC). Van establir un monestir forestal a Sankhu. Aquest monestir va ser renovat per Thet després que fugissin del genocidi de Virudhaka (r. 491–461 aC).
Durant l'època hindú Lichchavi (c. 400 a 750), es van crear diversos monestirs i ordres que van conduir successivament a la formació del budisme Newar, que encara es practica en la llengua sacra principal de l'hinduisme, el sànscrit.
La llegendària princesa Bhrikuti (segle VII) i l'artista Araniko (1245–1306 dC) d'aquesta tradició de la vall de Katmandú van tenir un paper important en la difusió del budisme al Tibet i la Xina. Hi ha més de 108 monestirs tradicionals (bahals i baháʼís) a Katmandú basats en el budisme Newar. Des de la dècada de 1960, la població budista tibetana permanent de Katmandú ha augmentat significativament, de manera que ara hi ha més de cinquanta monestirs budistes tibetans a la zona. A més, amb la modernització del budisme Newar, s'han establert diversos Theravada Bihars.

### Kirat Mundhum
Kirant Mundhum és una de les pràctiques animistes indígenes del Nepal. És practicat pel poble kirat. Alguns aspectes animistas de les creences kirants, com ara el culte als avantpassats (adoració a Ajima) també es troben als Newars d'origen kirant. Els antics llocs religiosos que es creu que són adorats pels antics kirats, com Pashupatinath, Wanga Akash Bhairabh (Yalambar) i Ajima són ara adorats per persones de totes les religions dharmiques a Katmandú. Els kirats que han emigrat d'altres parts del Nepal a Katmandú practiquen Mundhum a la ciutat.

### Altres religions
El sikhisme es practica principalment a Gurudwara a Kupundole. Un temple anterior del sikhisme també està present a Katmandú que ara està desaparegut.
El jainisme és practicat per una petita comunitat. A Gyaneshwar hi ha un temple jainista, on els jainistes practiquen la seva fe.
Segons els registres de l'Assemblea Espiritual dels Bahá'ís del Nepal, hi ha aproximadament 300 seguidors de la Fe Bahá'í a la vall de Katmandú. Tenen una oficina nacional a Shantinagar, Baneshwor. Els bahá'ís també tenen classes per a nens al Centre Nacional i altres localitats de Katmandú.
Es diu que només a Katmandú hi ha 170 esglésies cristianes. També funcionen hospitals missioners cristians, organitzacions de benestar i escoles. Els ciutadans nepalesos que van servir com a soldats en els exèrcits indis i britànics, que s'havien convertit al cristianisme mentre estaven al servei, en tornar al Nepal continuen practicant la seva religió. Han contribuït a la difusió del cristianisme i a la construcció d'esglésies al Nepal i a Katmandú, en particular.

## Economia

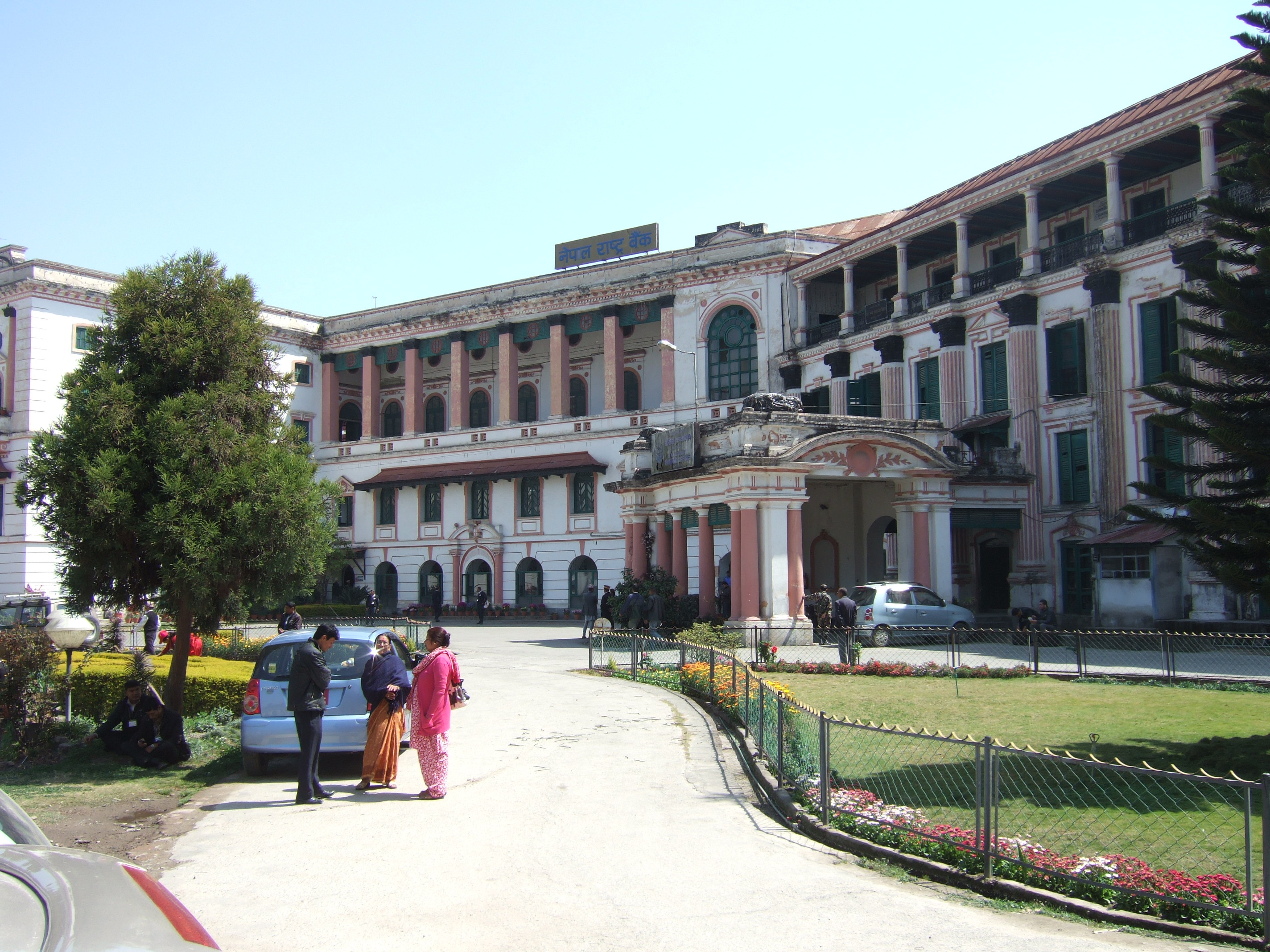
Banc Central del Nepal

La ubicació i el terreny de Katmandú han tingut un paper important en el desenvolupament d'una economia estable que abasta mil·lennis. La ciutat es troba en una antiga conca del llac, amb sòl fèrtil i terreny pla. Aquesta geografia va ajudar a formar una societat basada en l'agricultura. Això, combinat amb la seva ubicació entre l'Índia i la Xina, va ajudar a establir Katmandú com un important centre comercial al llarg dels segles. El comerç de Katmandú és una professió antiga que va florir al llarg d'una branca de la Ruta de la Seda que unia l'Índia i el Tibet. Des de segles passats, els comerciants de Lhasa Newar de Katmandú han fet comerç a través de l'Himàlaia i han contribuït a difondre els estils artístics i el budisme per l'Àsia central. Altres ocupacions tradicionals són l'agricultura, la fosa de metalls, la talla de fusta, la pintura, el teixit i la ceràmica.
Katmandú és el centre industrial i comercial més important del Nepal. La Borsa de Valors del Nepal, l'oficina central del banc nacional, la cambra de comerç, així com les oficines centrals de bancs nacionals i internacionals, empreses de telecomunicacions, l'autoritat elèctrica i diverses altres organitzacions nacionals i internacionals es troben a Katmandú. Els principals centres econòmics són New Road, Durbar Marg, Ason i Putalisadak.
La producció econòmica de l'àrea metropolitana al voltant de Rs. 550 mil milions aproximadament a l'any només valen més d'un terç del PIB nacional (nominal), mentre que la renda per càpita de 2200 dòlars és aproximadament tres vegades la mitjana nacional. Katmandú exporta artesania, obres d'art, peces de vestir, catifes, pashmina, paper; el comerç representa el 21% dels seus ingressos. La fabricació també és important i representa el 19% dels ingressos que genera Katmandú. Les peces de vestir i les catifes de llana són els productes manufacturats més destacats. Altres sectors econòmics de Katmandú inclouen l'agricultura (9%), l'educació (6%), el transport (6%) i els hotels i restaurants (5%). Katmandú és famosa pel paper de lokta i els xals de pashmina.

## Transport

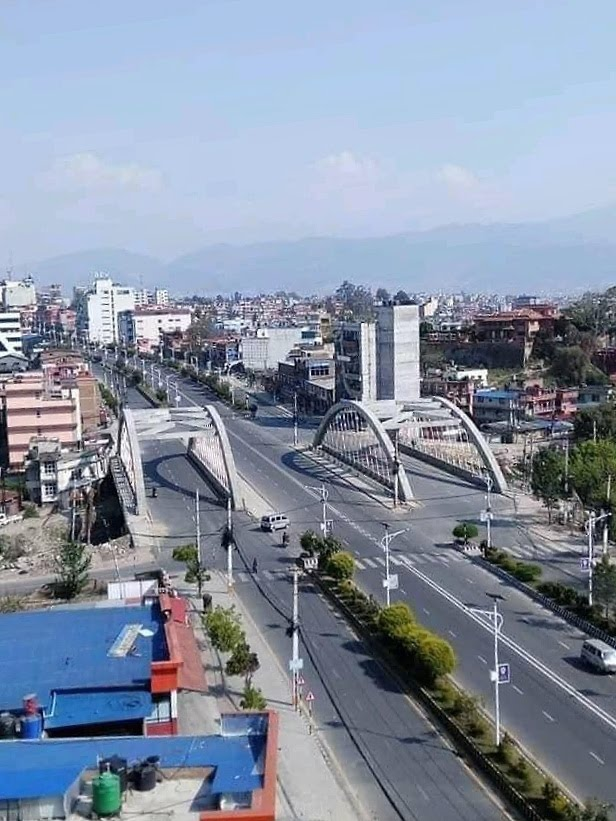
Ponts d'arc sobre el riu Dhobi Khola a Baneshwor, Katmandú

La longitud total de les carreteres al Nepal és de 17182 km, a partir de 2003–04. Aquesta xarxa bastant gran ha ajudat al desenvolupament econòmic del país, especialment en els camps de l'agricultura, l'horticultura, l'horticultura, la indústria i també el turisme. En vista del terreny muntanyós, el transport es realitza a Katmandú principalment per carretera i aire. Katmandú està connectada per l’autopista Tribhuvan al sud que connecta l'Índia, la carretera Prithvi a l'oest i la carretera Araniko al nord que connecta la Xina. L’autopista BP connecta Katmandú amb la part oriental del Nepal a través de Sindhuli. La via ràpida està en construcció, que serà la ruta més curta per connectar Terai amb la vall.
Sajha Yatayat ofereix serveis regulars d'autobús a tot Katmandú i la vall circumdant. Altres companyies d'autobusos, incloses les companyies de microbusos, operen diverses rutes no programades. Els troleibusos solien operar a la ruta entre Tripureshwor i Suryabinayak en una ruta de 13 quilòmetres.
El principal aeroport internacional que dona servei a la vall de Katmandú és l’aeroport internacional de Tribhuvan, a uns 6 km del centre de la ciutat i està operada per l’Autoritat d'Aviació Civil del Nepal. Disposa de dues terminals, una nacional i una internacional. Actualment, connecta 30 ciutats d'arreu del món a Europa, Àsia i Orient Mitjà com Istanbul, Delhi, Bombai, Bangalore, Kolkata, Singapur, Bangkok, Kuala Lumpur, Dhaka, Paro, Lhasa, Chengdu, Guangzhou i Hong Kong. Des del 2013, Turkish Airlines connecta Istanbul amb Katmandú. Oman Air també connecta Muscat amb Katmandú des del 2010. Nepal Airlines va començar a volar a Tòquio-Narita des del 2 de març de 2020. A nivell regional, diverses companyies aèries nepaleses operen des de la ciutat, com Buddha Air, Nepal Airlines, Shree Airlines i Yeti Airlines cap a altres ciutats importants del Nepal.

### Telefèrics
Els telefèrics són un altre mitjà de transport important en terrenys muntanyosos. Un telefèric va operar entre Katmandú i Hetauda en una longitud de 43 km que transportava 25 tones de mercaderies per hora. Des d'aleshores s'ha deixat de fabricar per problemes de manteniment i poca capacitat de càrrega. Durant el període Rana, es va construir un telefèric entre Mathatirtha a Katmandú i Dhorsing a Makawanpur de més de 22 km| d'eslora, que transportava una càrrega de 8 tones per hora. Actualment, un servei de telefèric funciona a Katmandú a Chandragiri Hills.

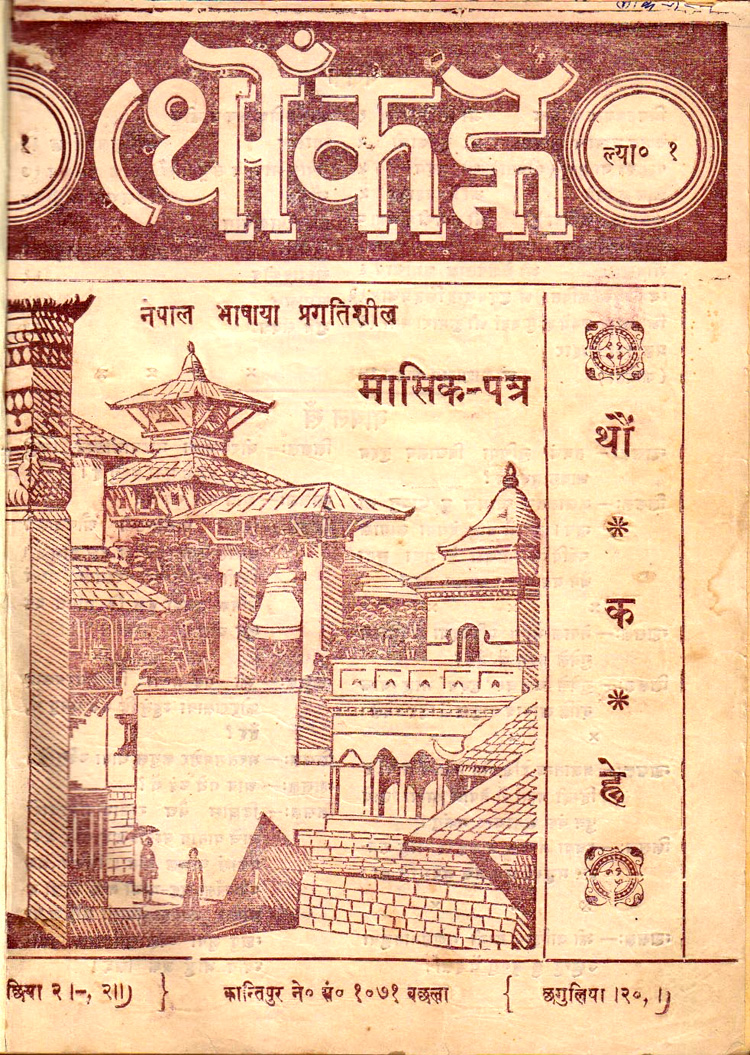
Portada de la revista Nepal Bhasa el 1951

## Mitjans de comunicació
Katmandú és el centre de televisió del Nepal. Nepal Television, establerta el 1985, és el canal de televisió més antic i vist del Nepal, com també ho és NTV PLUS, propietat del govern i també Kantipur Television, Image Channel, Sagarmatha Television, Himalaya TV, AP1 TV i altres canals.
Les seus de molts dels mitjans de comunicació del país també es troben a la ciutat, com ara Kathmandu Tribune, Gorkhapatra (el diari nacional més antic del Nepal), The Kathmandu Post, Nepali Times, Kantipur Publications i el seu diari Kantipur, Naya Patrika, The Himalayan Times, Karobar Economic Daily, Aarthik Abhiyan National Daily i Jana Aastha National Weekly.
Nepal Republic Media, l'editor de myRepublica, es va unir a una aliança editorial amb l’International Herald Tribune (IHT), per publicar l'edició Àsia Pacífic d'IHT de Katmandú a partir del 20 de juliol de 2011. Hi ha una agència estatal de notícies (RSS).
Ràdio Nepal és una organització estatal que gestiona emissores de ràdio nacionals i regionals. Aquestes estacions són: Hits FM, Radio Kantipur, HBC 94 FM, Radio Sagarmatha i Image FM. La BBC també té una emissora de FM a Katmandú. Poques emissores de ràdio comunitàries com Radio Pratibodh - 102.4 MHz, Ràdio Upatyaka – 87,6 MHz, etc. també emeten dins de la vall.

## Esports

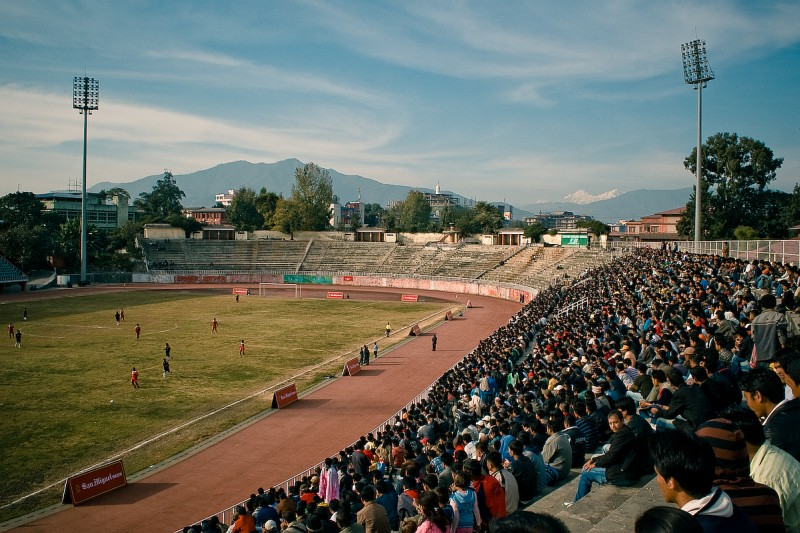
Dasharath Rangasala

El criquet i el futbol són els esports més populars entre la generació més jove del Nepal i hi ha diversos estadis a la ciutat. L'esport està gestionat pel Consell Nacional d'Esports des de la seva seu a Katmandú. L'únic estadi de futbol internacional de la ciutat és el Dasharath Rangasala, un estadi polivalent utilitzat principalment per a partits de futbol i esdeveniments culturals, al barri de Tripureshwor. És l'estadi més gran del Nepal amb una capacitat de 25.000 espectadors, construït l'any 1956. La Lliga Memorial del Màrtir també se celebra en aquest terreny cada any. L'estadi es va renovar amb ajuda xinesa abans que es celebressin els vuitens Jocs de l'Àsia del Sud a Katmandú i es van instal·lar reflectors. Katmandú és la seu dels clubs de futbol més antics del Nepal, com el Ranipokhari Corner Team (RCT), el Sankata Club i el New Road Team (NRT). Altres clubs destacats inclouen el Manang Marsyangdi Club, el Machhindra FC, el Tribhuvan Army Club (TAC) i el Nepal Police Club.
Katmandú també és la seu d'alguns dels clubs de cricket més antics del Nepal, com el Yengal Sports Club. Kathmandu Kings XI representa Katmandú a l’Everest Premier League.

## Relacions internacionals i organitzacions

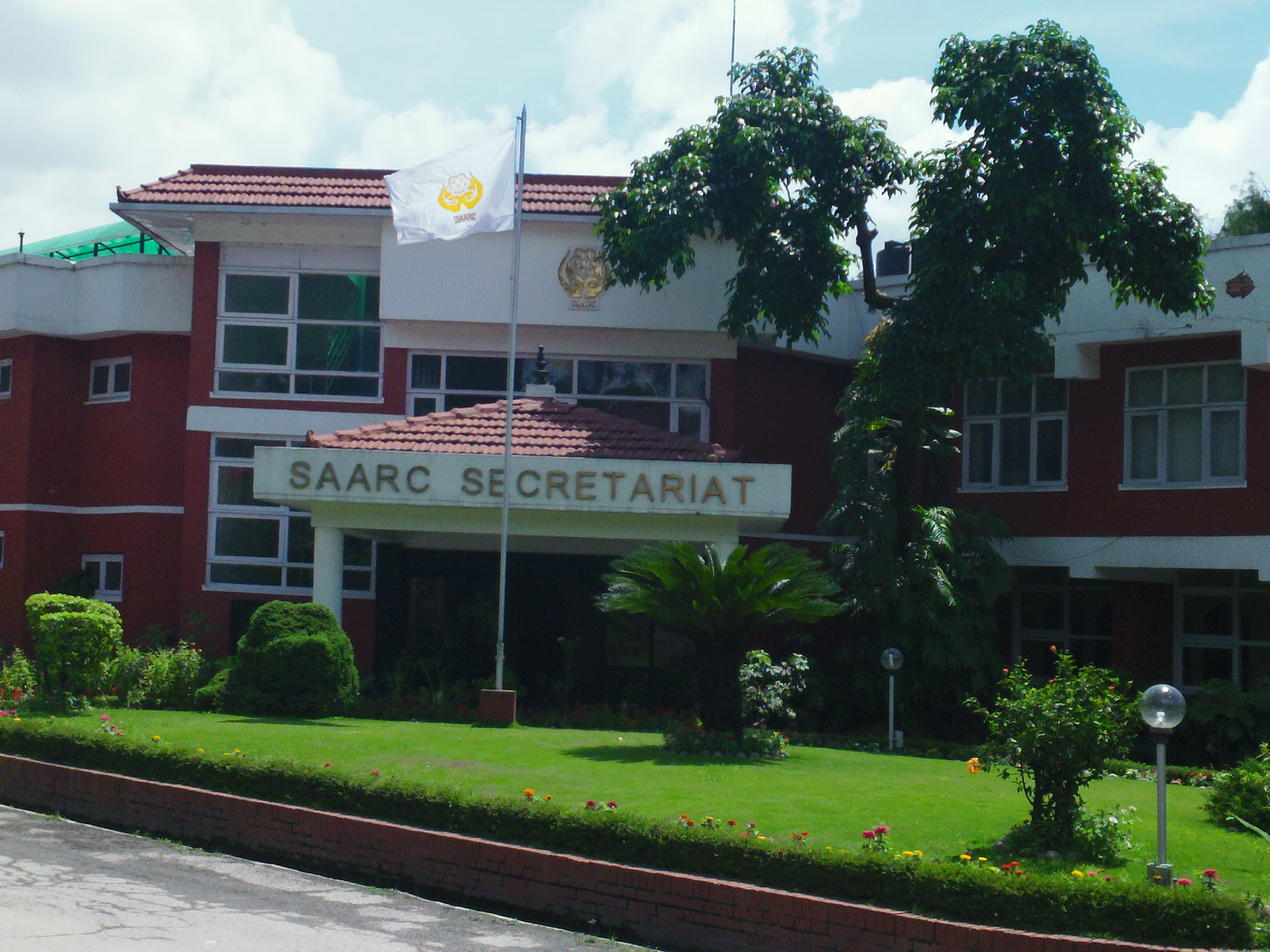
Secretaria de l'Associació Sud-asiàtica per a la Cooperació Regional a Katmandú

La Ciutat Metropolitana de Katmandú (KMC), per tal de promoure les relacions internacionals, ha establert un Secretariat de Relacions Internacionals (IRC). La primera relació internacional de KMC es va establir el 1975 amb la ciutat d'Eugene, Oregon, Estats Units. Aquesta activitat s'ha millorat encara més mitjançant l'establiment de relacions formals amb altres 8 ciutats: la ciutat de Matsumoto (prefectura de Nagano, Japó), Rochester (estat de Nova York), Yangon (abans Rangún, Myanmar), Xi'an (Shaanxi, Xina), Minsk (Belarús) i Pyongyang (Corea del Nord). L'esforç constant de KMC és millorar la seva interacció amb els països de l'Associació Sud-Àsia per a la Cooperació Regional (SAARC), altres agències internacionals i moltes altres ciutats importants del món per aconseguir una millor gestió urbana i programes de desenvolupament per a Katmandú. Katmandú és la seu de diverses organitzacions internacionals i regionals, com ara l'Secretariat SAARC i el Centre Internacional per al Desenvolupament Integrat de les Muntanyes (ICIMOD).

### Ciutats agermanades
Katmandú està agermanada amb:
- Amargadhi
- Boulder, Estats Units
- Chandannath
- Chengdu, Xina
- Eugene, Estats Units
- Fredericksburg, Estats Units
- Lhasa, Xina
- Matsumoto, Japó
- Melamchi
- Pakhribas
- Pyongyang, Corea del Nord
- Ramgram,
- Rochester, Estats Units
- Varanasi, Índia
- Xi'an, Xina
- Yangon, Myanmar

## Educació
L'escola moderna més antiga del Nepal, la Durbar High School, i la universitat més antiga, la Tri-Chandra College, es troben a Katmandú. La més gran (segons el nombre d'estudiants i col·legis), la universitat més antiga i distingida del Nepal és la Universitat de Tribhuvan, situada a Kirtipur. La segona universitat més gran, la Universitat de Kathmandu (KU), es troba a Dhulikhel, Kavre, als afores de Katmandú. És la segona universitat més antiga del Nepal, establerta el novembre de 1991. No en va, les millors escoles i col·legis del Nepal es troben a Katmandú i les seves ciutats adjacents. Cada any milers d'estudiants de tot el Nepal arriben a Katmandú per accedir a les diferents escoles i universitats. Una de les preocupacions clau dels educadors i dels ciutadans preocupats és la sortida massiva d'estudiants del Nepal cap a fora del Nepal per estudiar. Cada any milers d'estudiants sol·liciten certificats de no objecció per estudiar a l'estranger. Les empreses de consultoria especialitzades en la preparació dels estudiants per anar a l'estranger es poden trobar a tots els llocs destacats. Els motius d'aquesta sortida van des de la baixa qualitat de l'educació percebuda, la inestabilitat política, menys oportunitats al mercat laboral, oportunitats de guanyar diners mentre aprenen a l'estranger i millors perspectives laborals amb un títol internacional.

## Atenció sanitària
L'assistència sanitària a Katmandú és la més desenvolupada del Nepal, i la ciutat i la vall circumdant acullen alguns dels millors hospitals i clíniques del país. L'hospital Bir és el més antic, establert el juliol de 1889 per Bir Shamsher Jang Bahadur Rana. Els hospitals notables inclouen Bir Hospital, Nepal Medical College (Jorpati) i Teaching Hospital, Tribhuvan University Institute of Medicine (Teaching Hospital), Patan Hospital, Kathmandu Model Hospital, Scheer Memorial Hospital, Om Hospital, Norvic Hospital, Grande International Hospital, Nobel Hospital i molts més.
La ciutat compta amb el suport d'hospitals/clíniques especialitzades com ara l'Hospital Tropical Shahid Shukraraj, la Fundació Shahid Gangalal, l'Hospital Veterinari de Katmandú, l'Hospital Ocular del Nepal, l'Hospital Infantil Kanti, la Clínica Internacional del Nepal (Centre de Medicina de Viatges i Muntanya), el Neuro Center, el centre de rehabilitació de la columna vertebral i Hospital del càncer de Bhaktapur. La majoria dels hospitals generals es troben al centre de la ciutat, tot i que diverses clíniques es troben en altres llocs del districte de Katmandú.
Tilganga Institute of Ophthalmology és un hospital oftalmològic de Katmandú. Va ser pionera en la producció de lents intraoculars (IOL) de baix cost, que s'utilitzen en la cirurgia de cataractes. L'equip del Dr. Sanduk Ruit a Tilganga va ser pioner en la cirurgia de cataractes de petita incisió sense sutures (SICS), una tècnica que s'ha utilitzat per tractar 4 milions de persones amb ceguesa per cataractes.

### Col·legis de medicina
L'Institut de Medicina, el col·legi central de la Universitat de Tribhuvan és el primer col·legi de medicina del Nepal i es troba a Maharajgunj, Katmandú. Es va establir el 1972 i va començar a impartir educació mèdica a partir de 1978. Altres institucions importants inclouen Patan Academy of Health Sciences, Kathmandu Medical College, Nepal Medical College, KIST Medical College, Nepal Army Institute of Health Sciences, National Academy of Medical Sciences (NAMS) i Kathmandu University School of Medical Sciences (KUSMS). a Katmandú o als voltants.

Katmandú
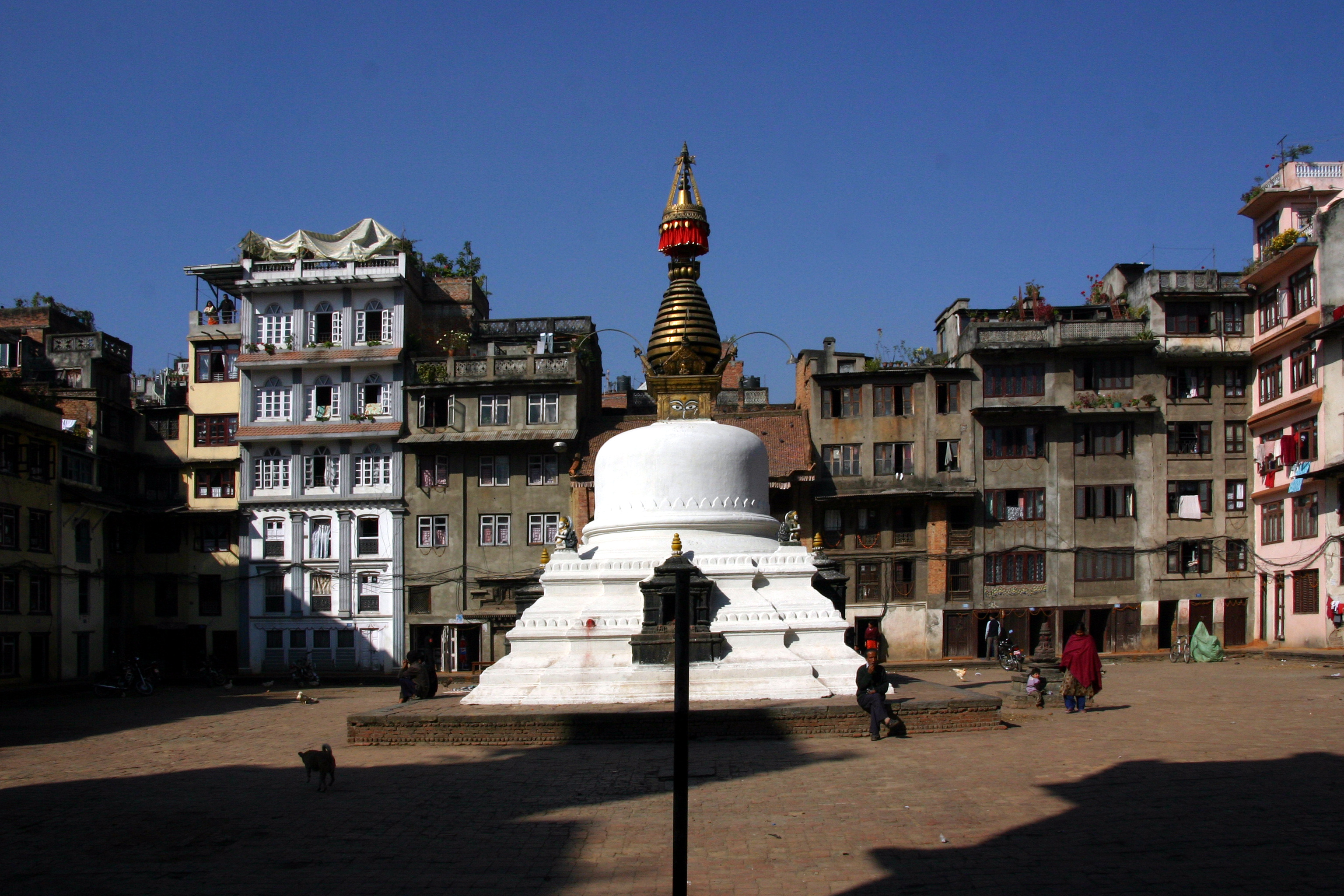
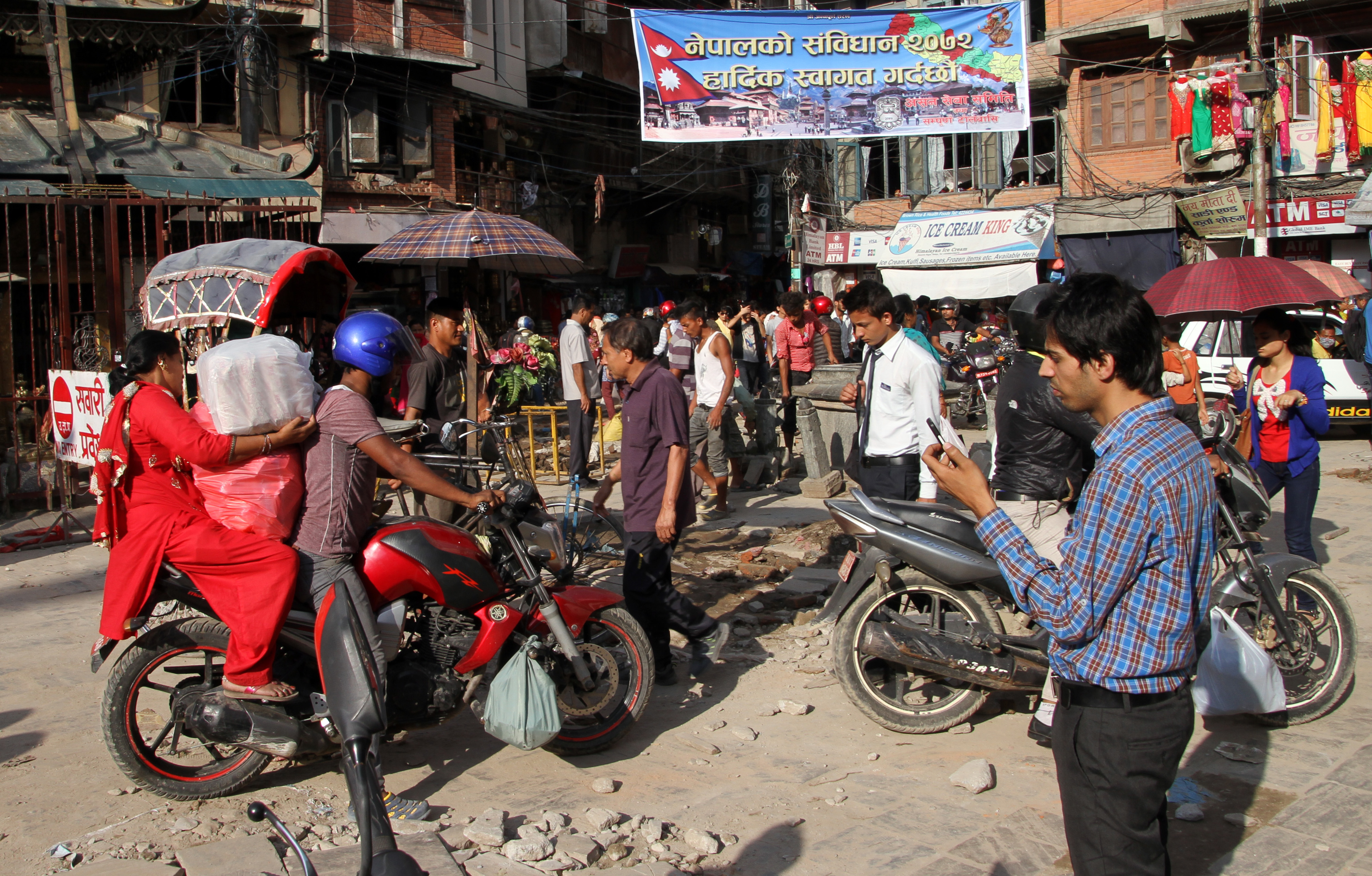
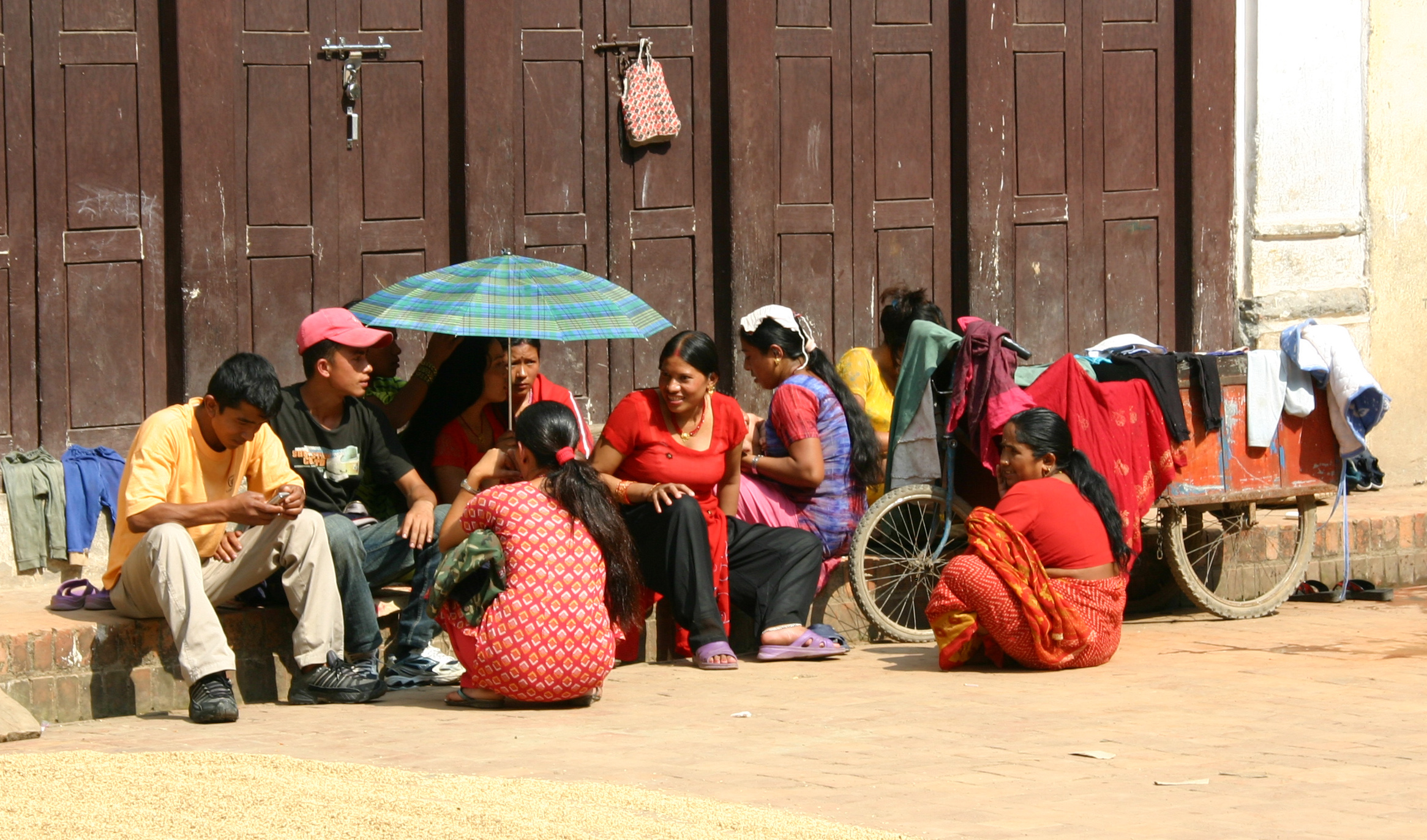
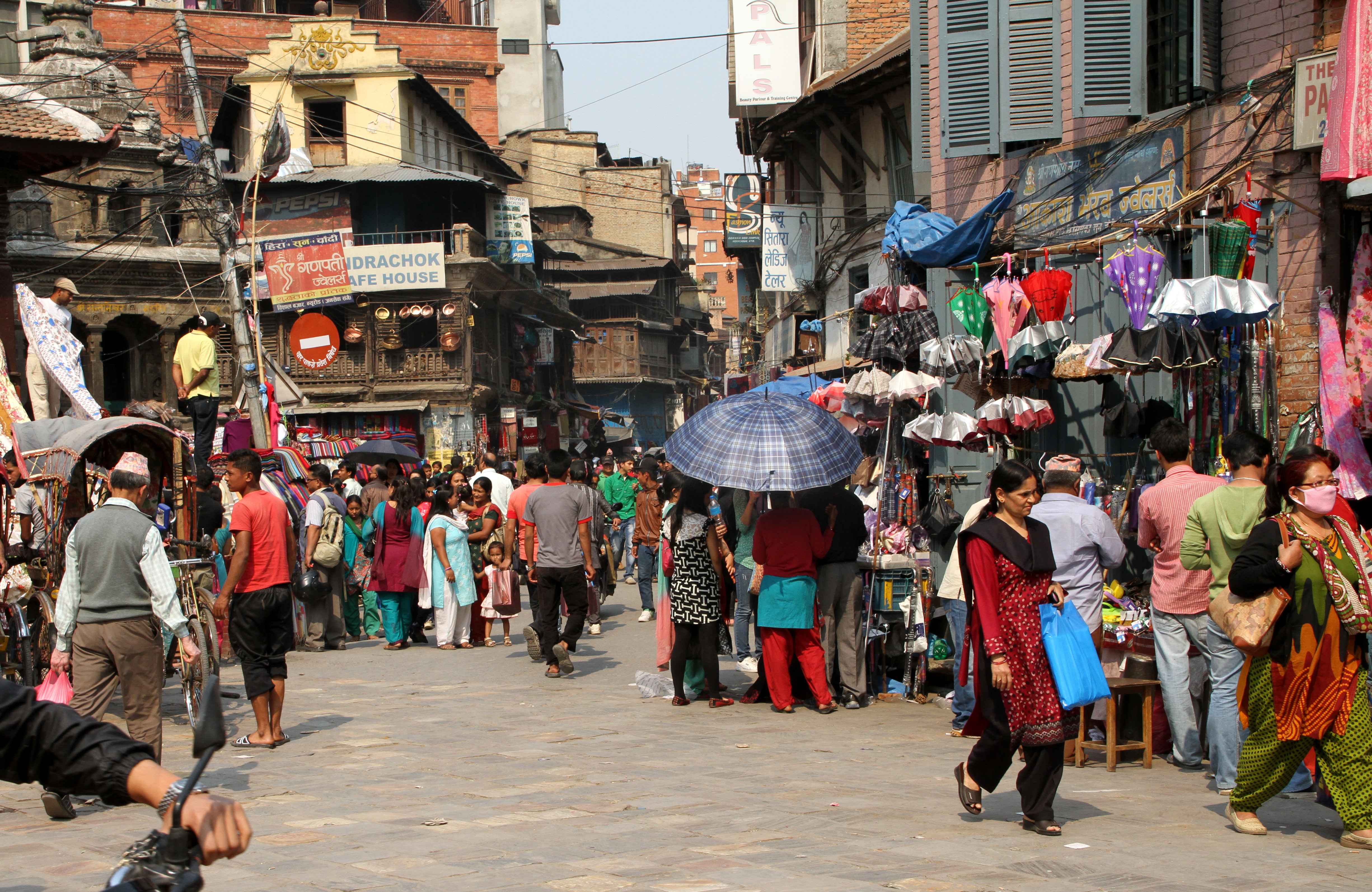
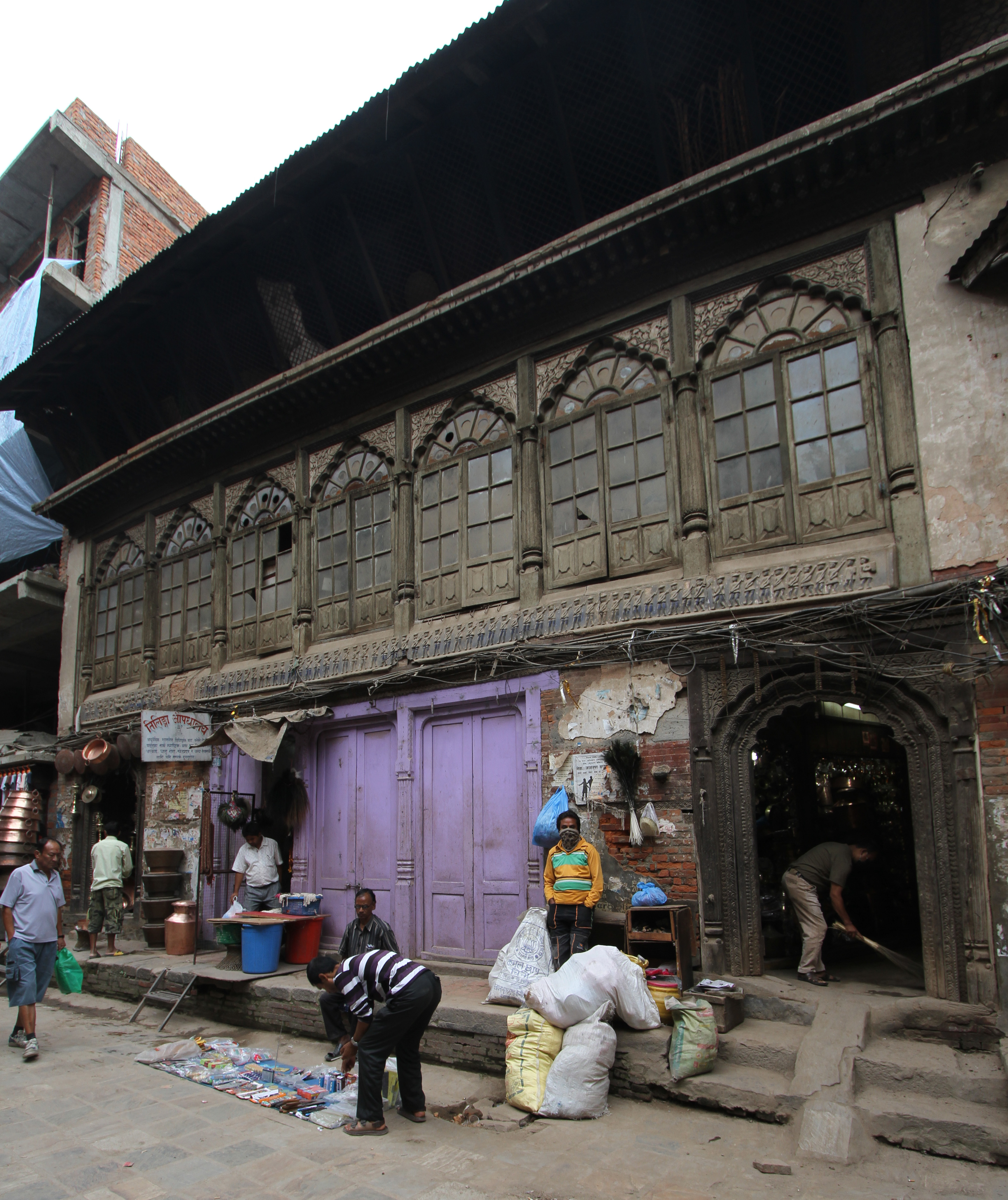
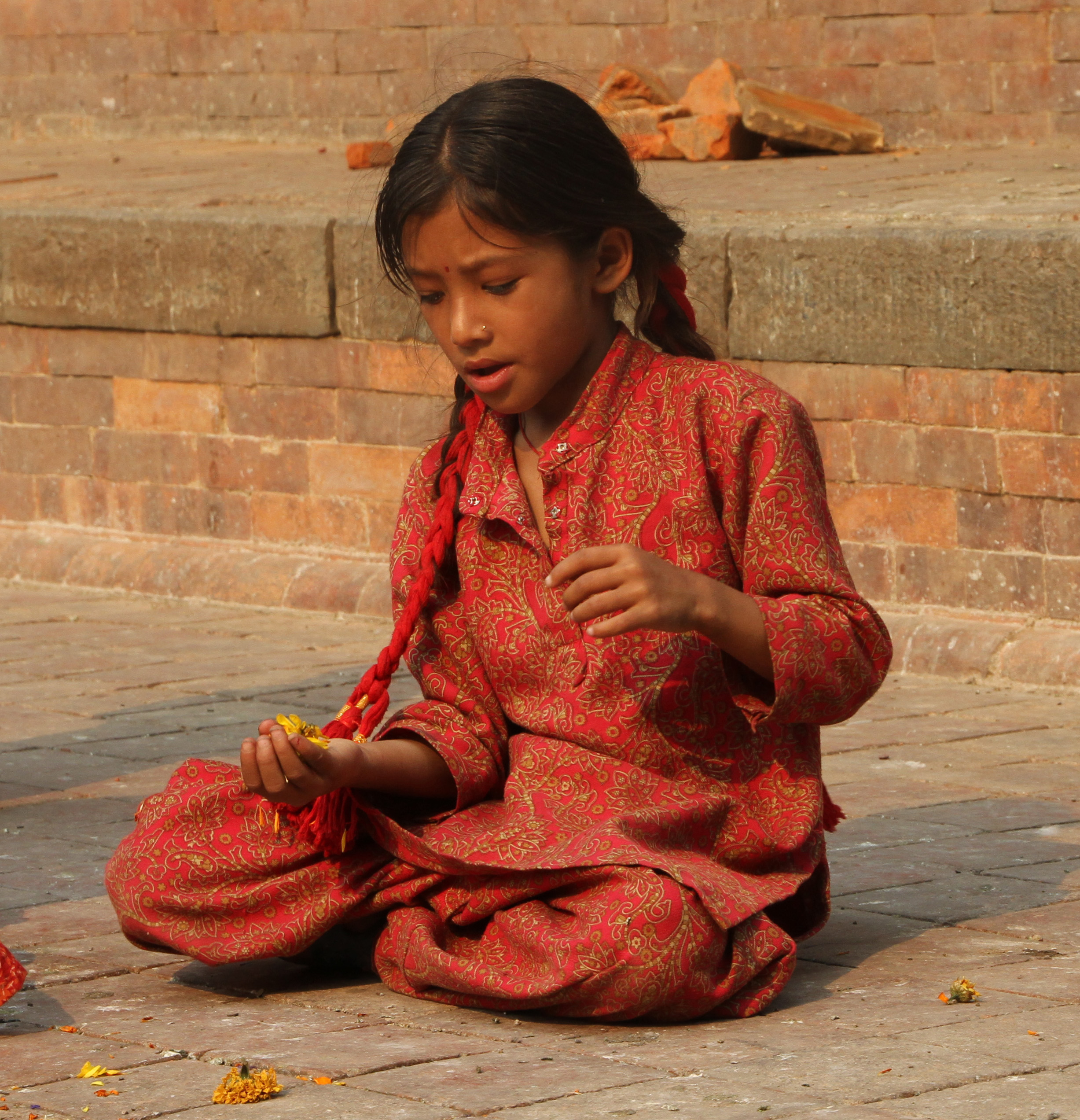
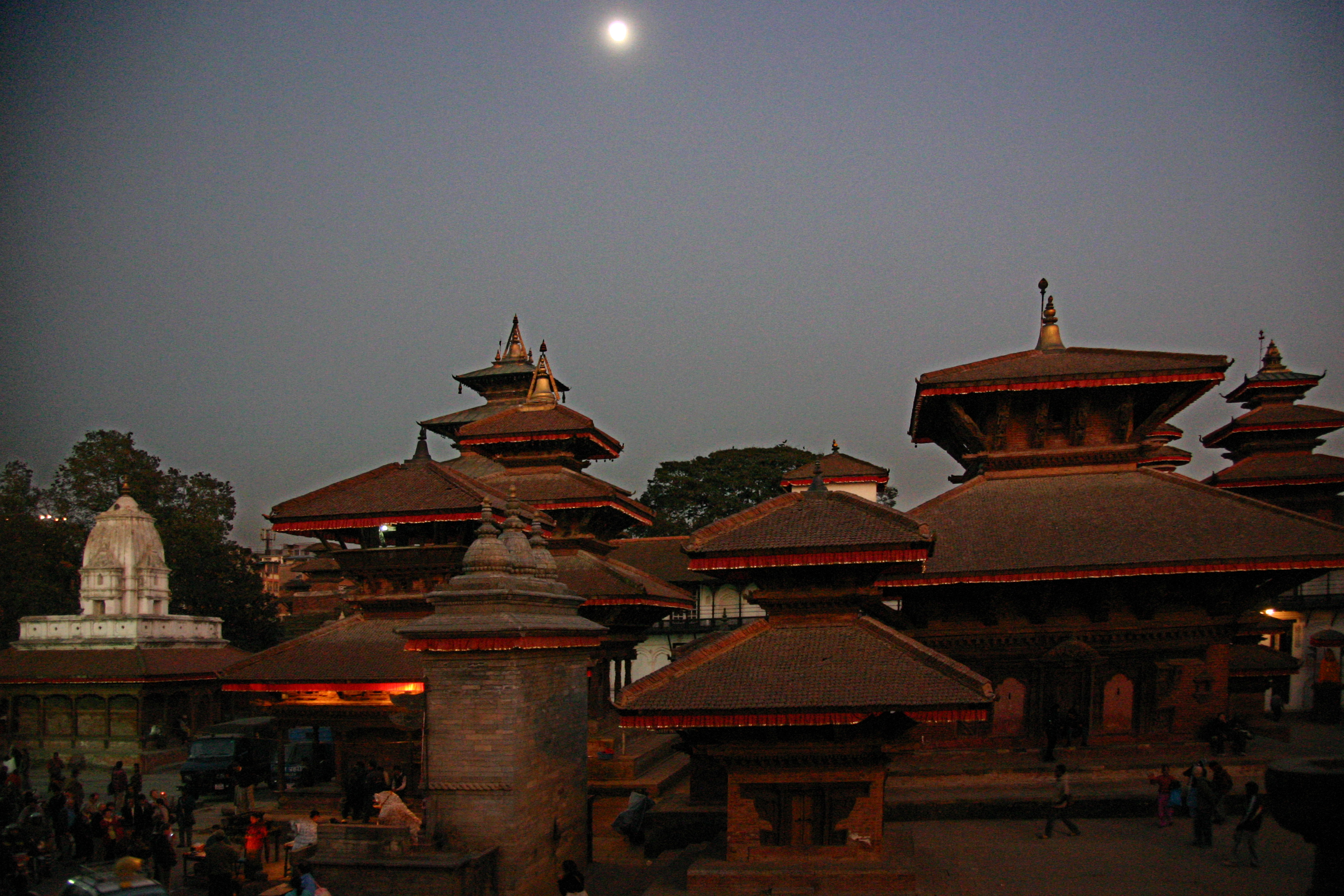
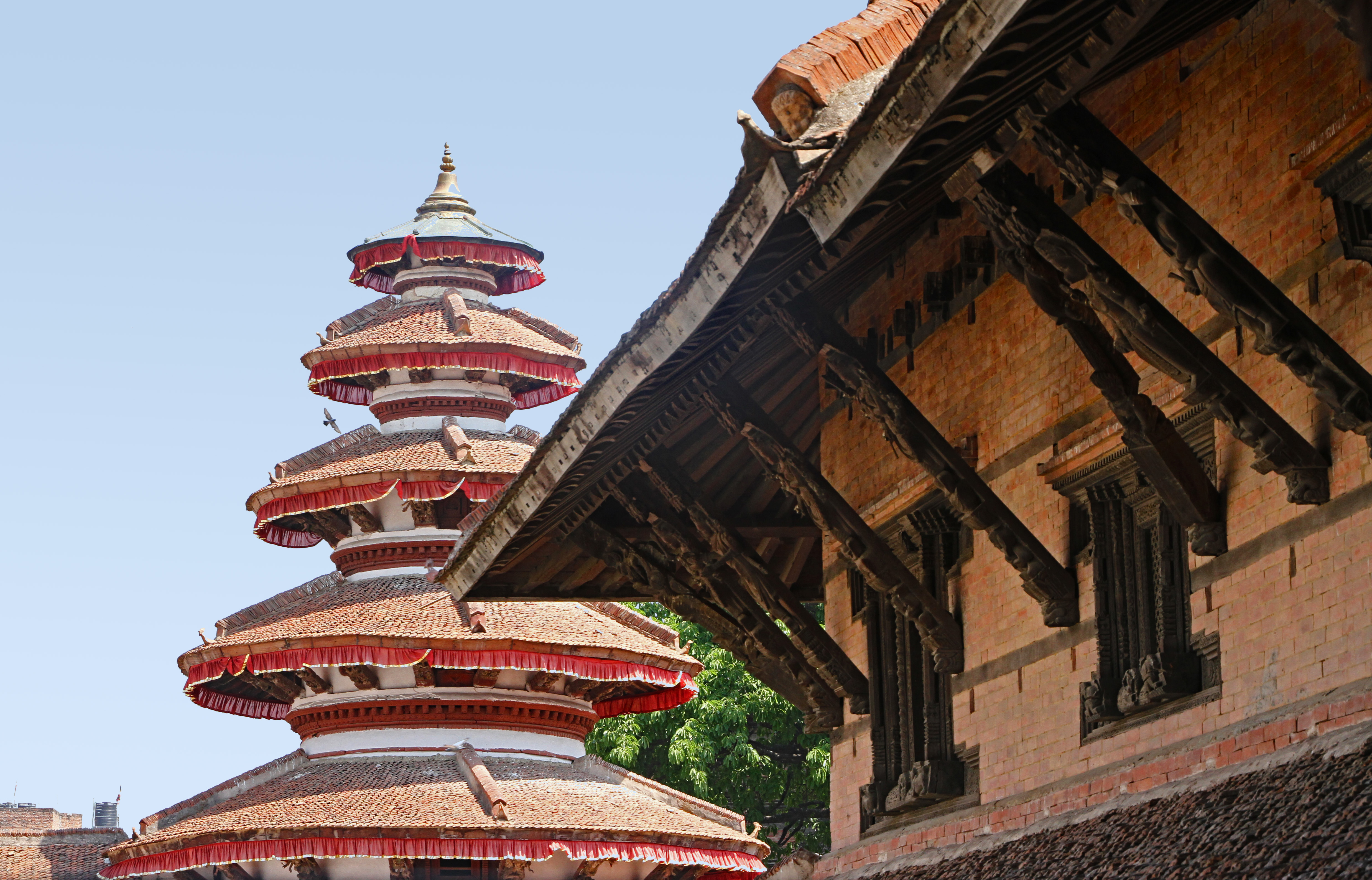
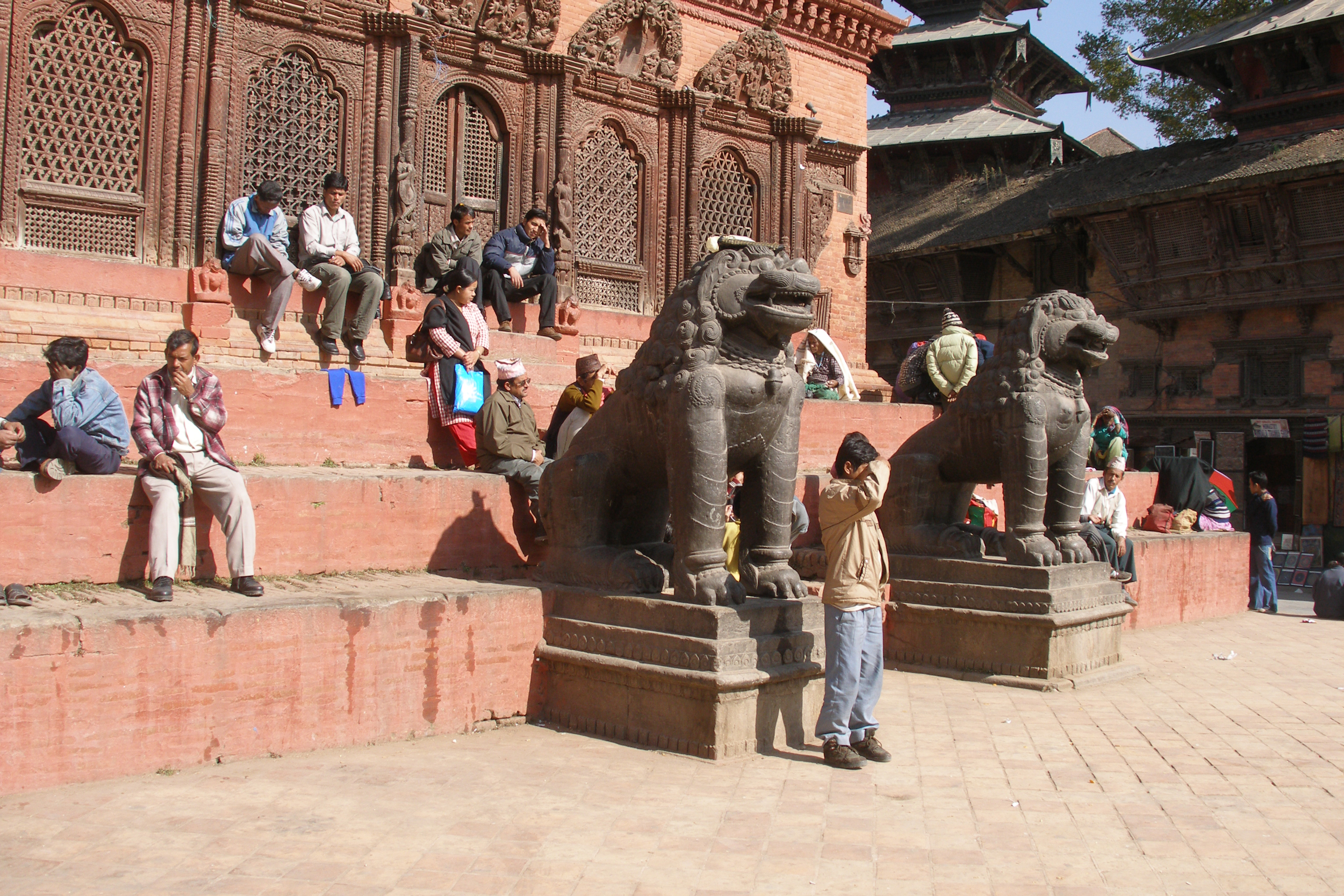
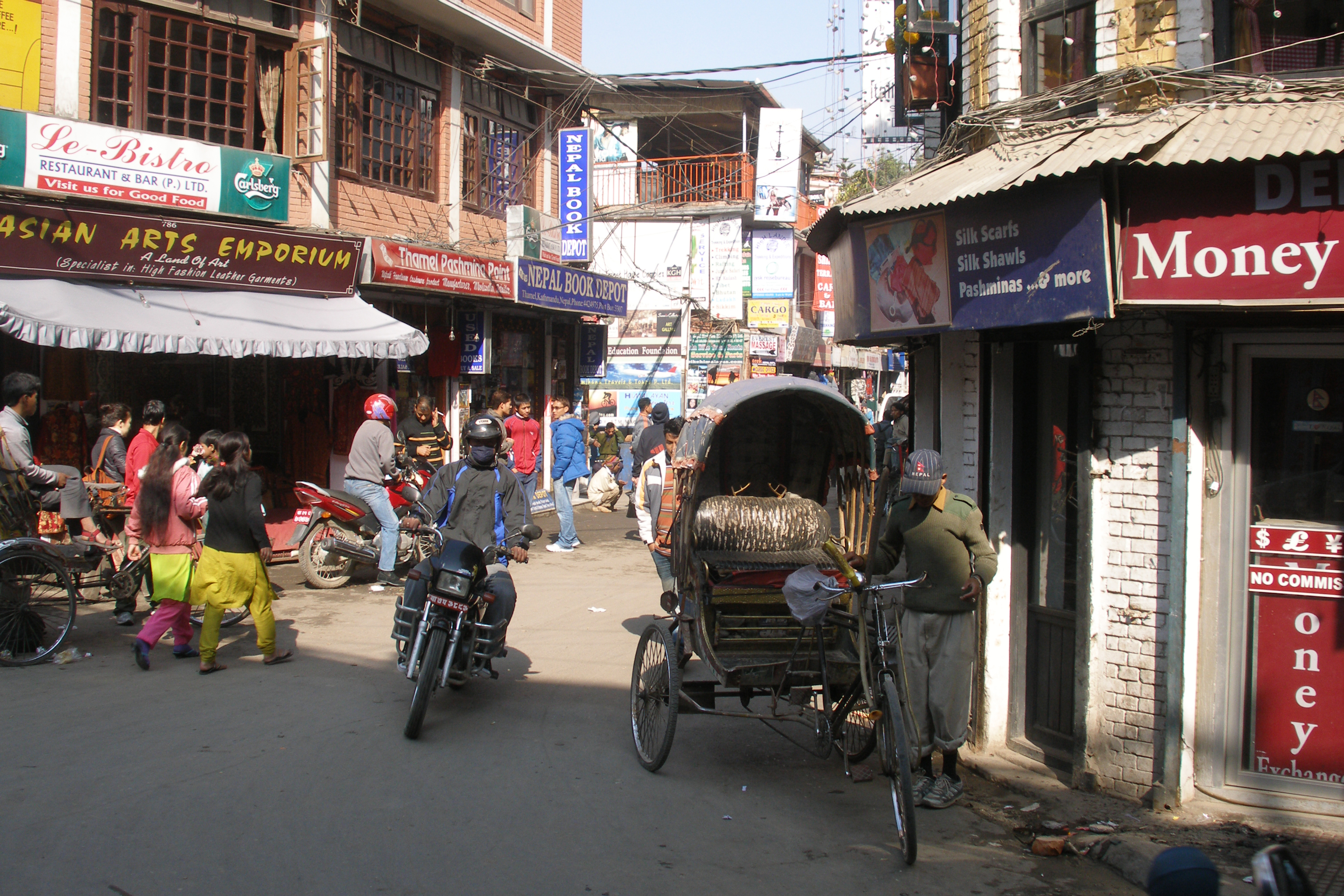
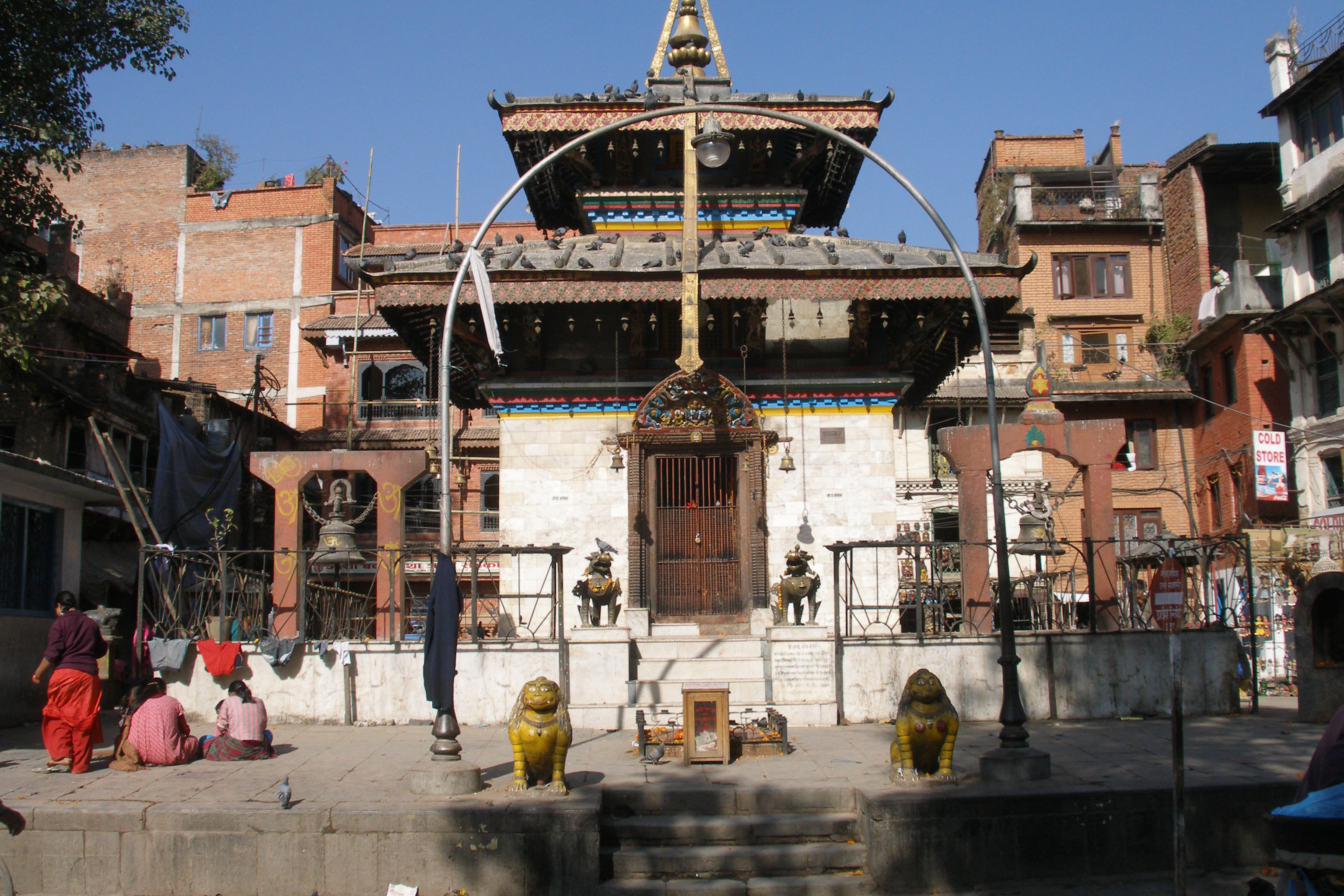
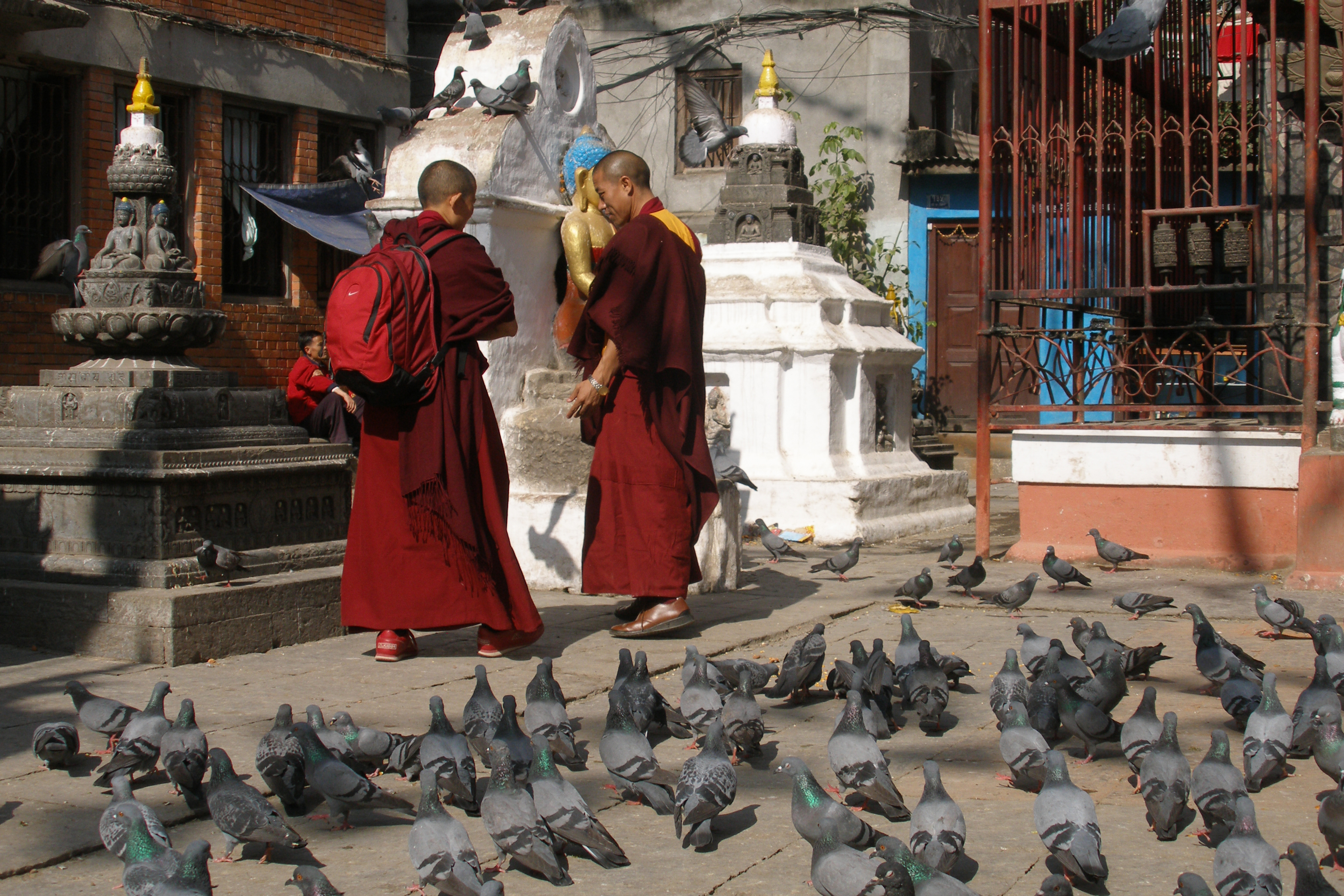
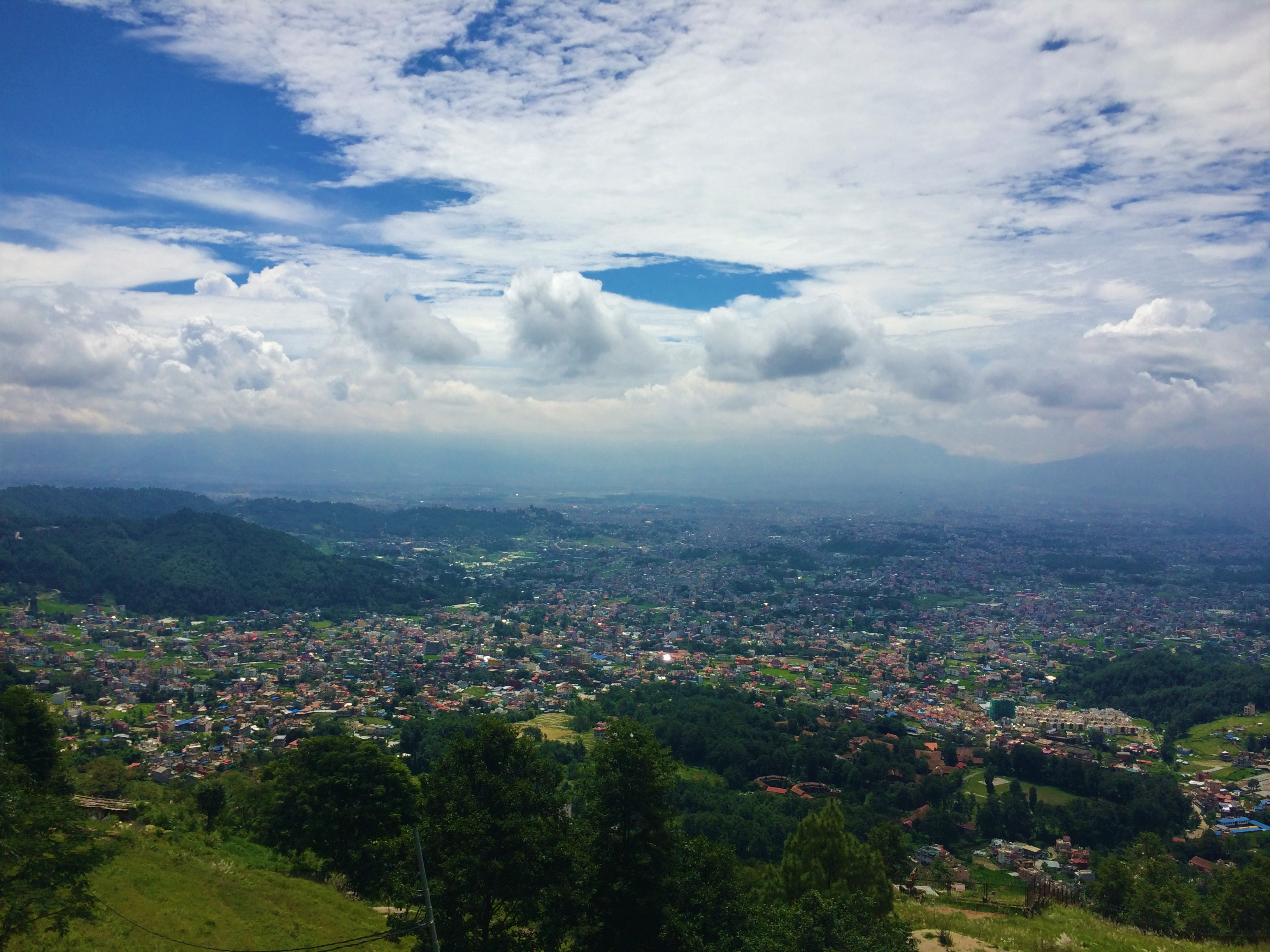
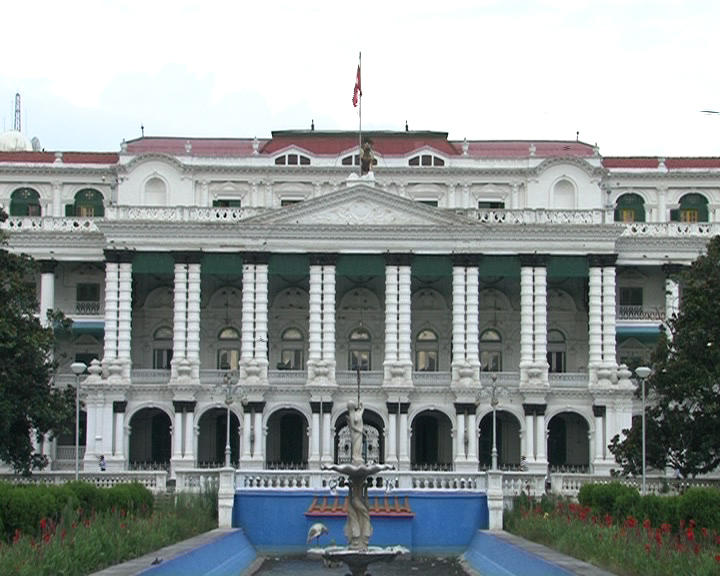
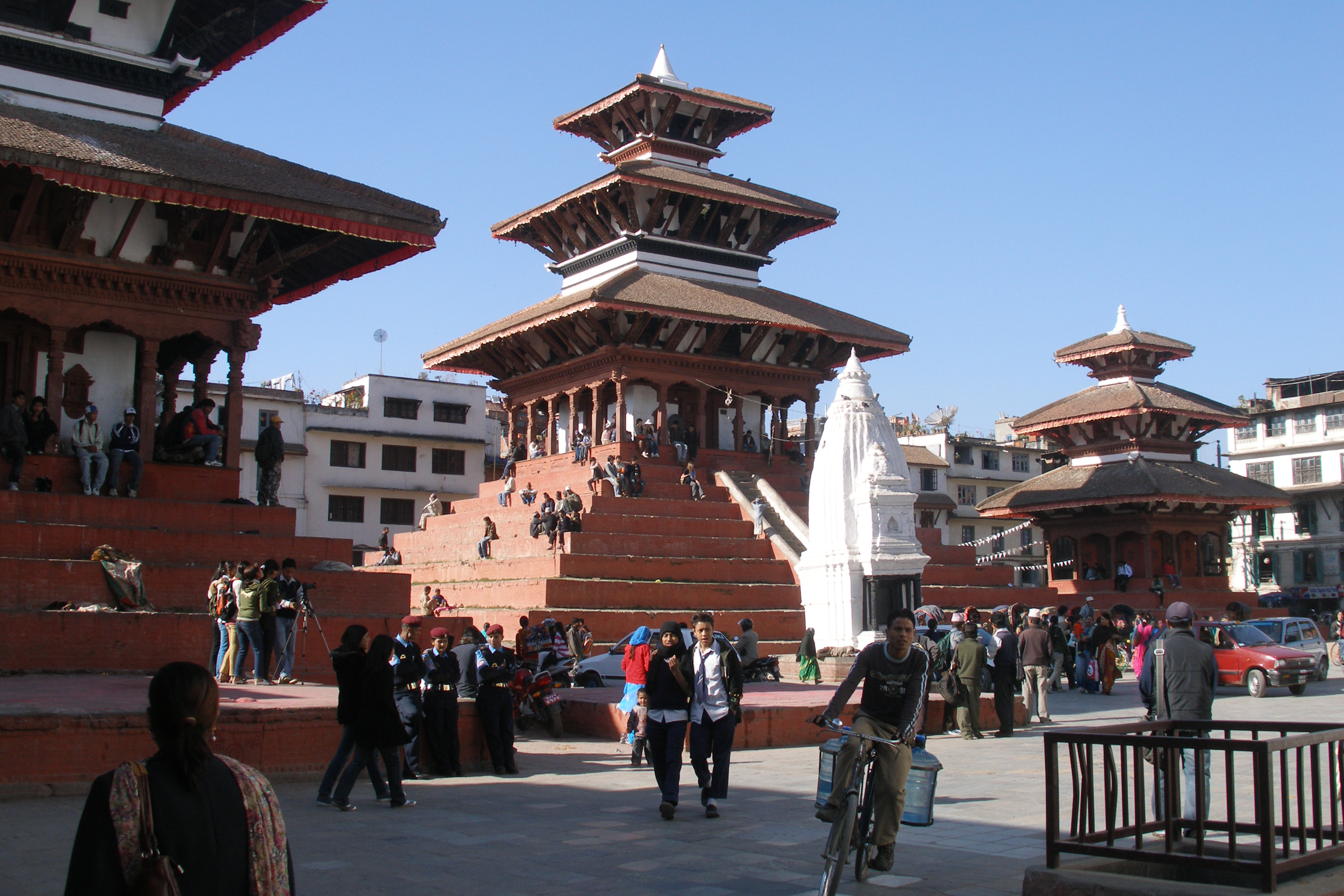
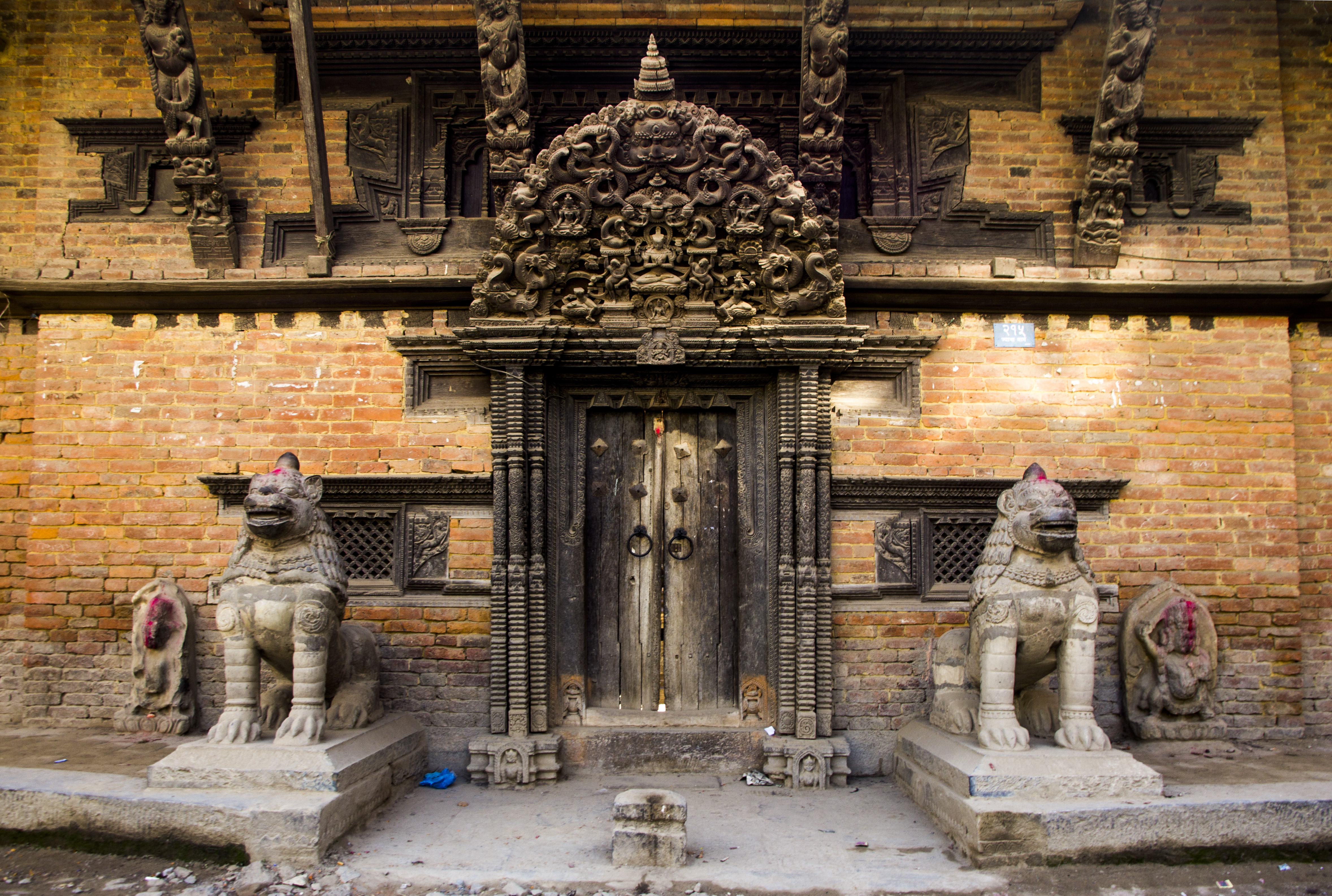
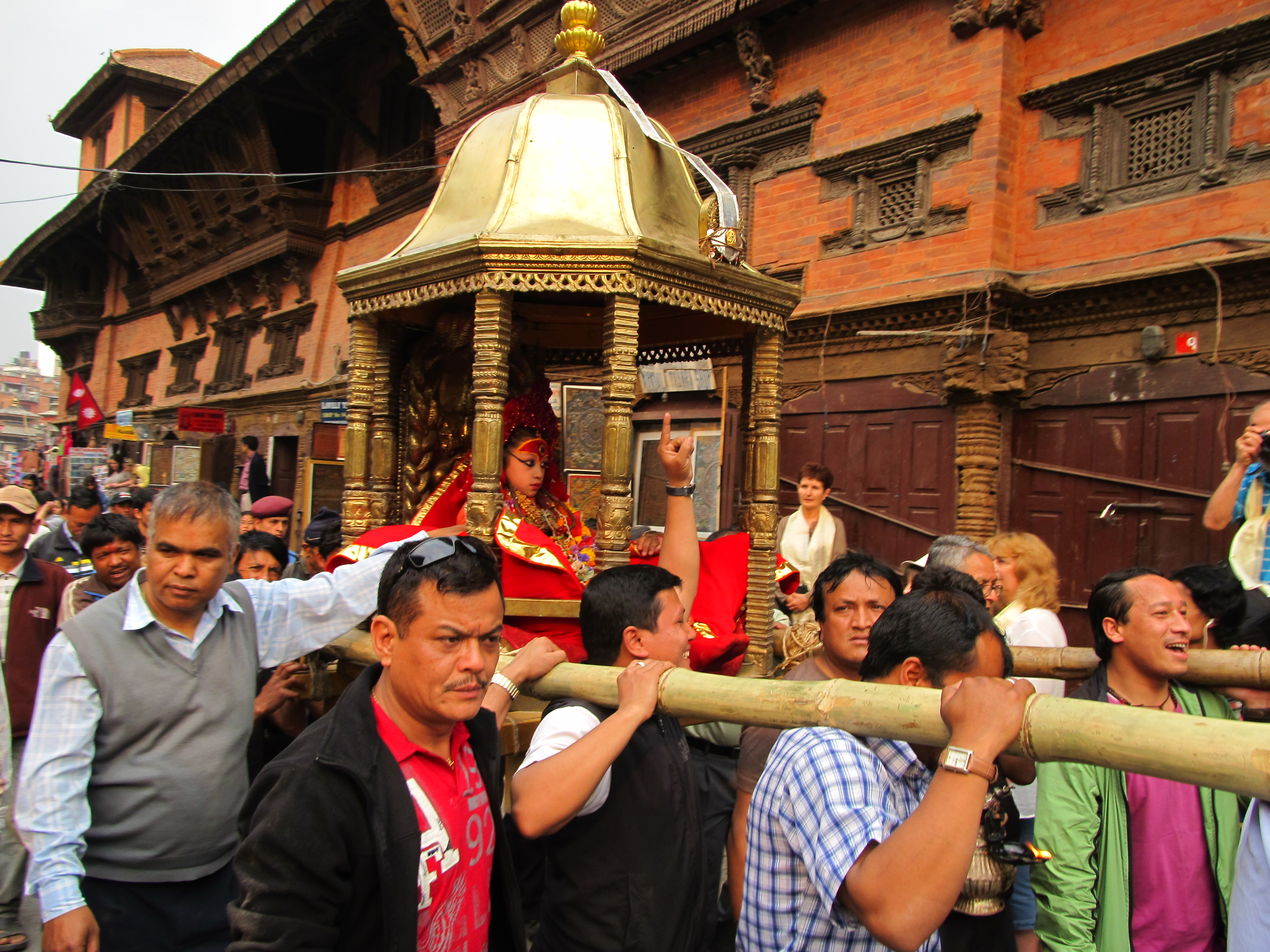
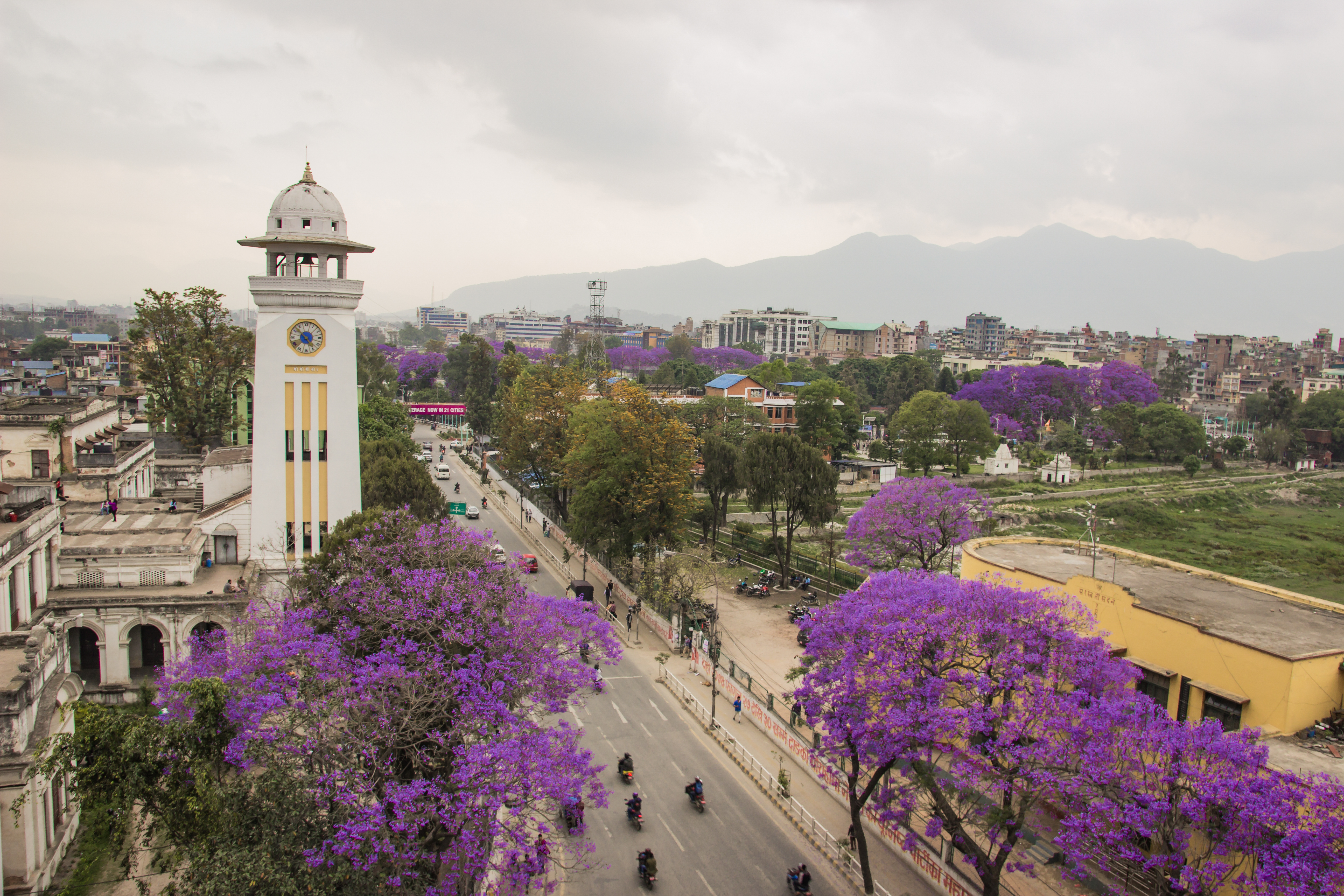
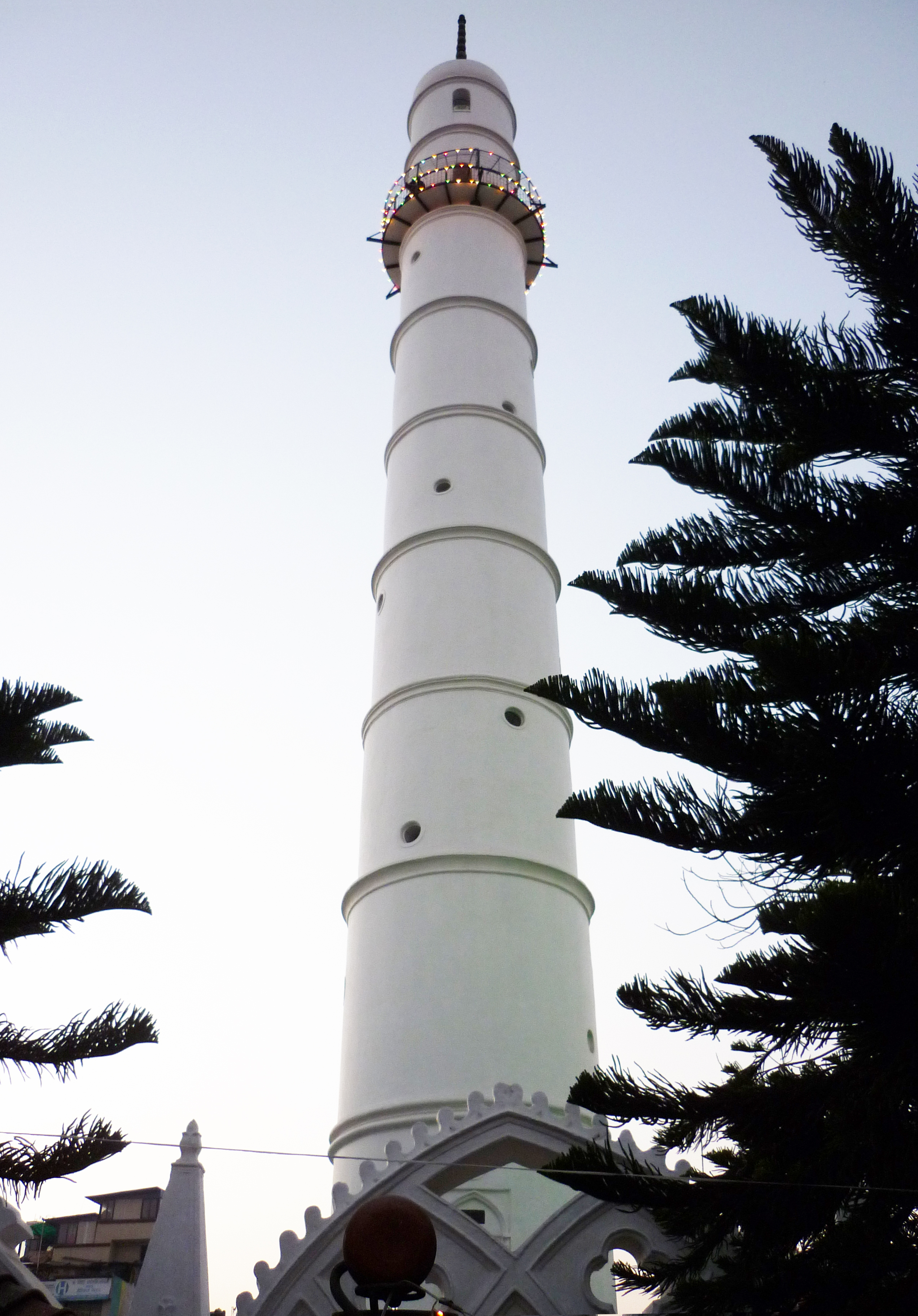
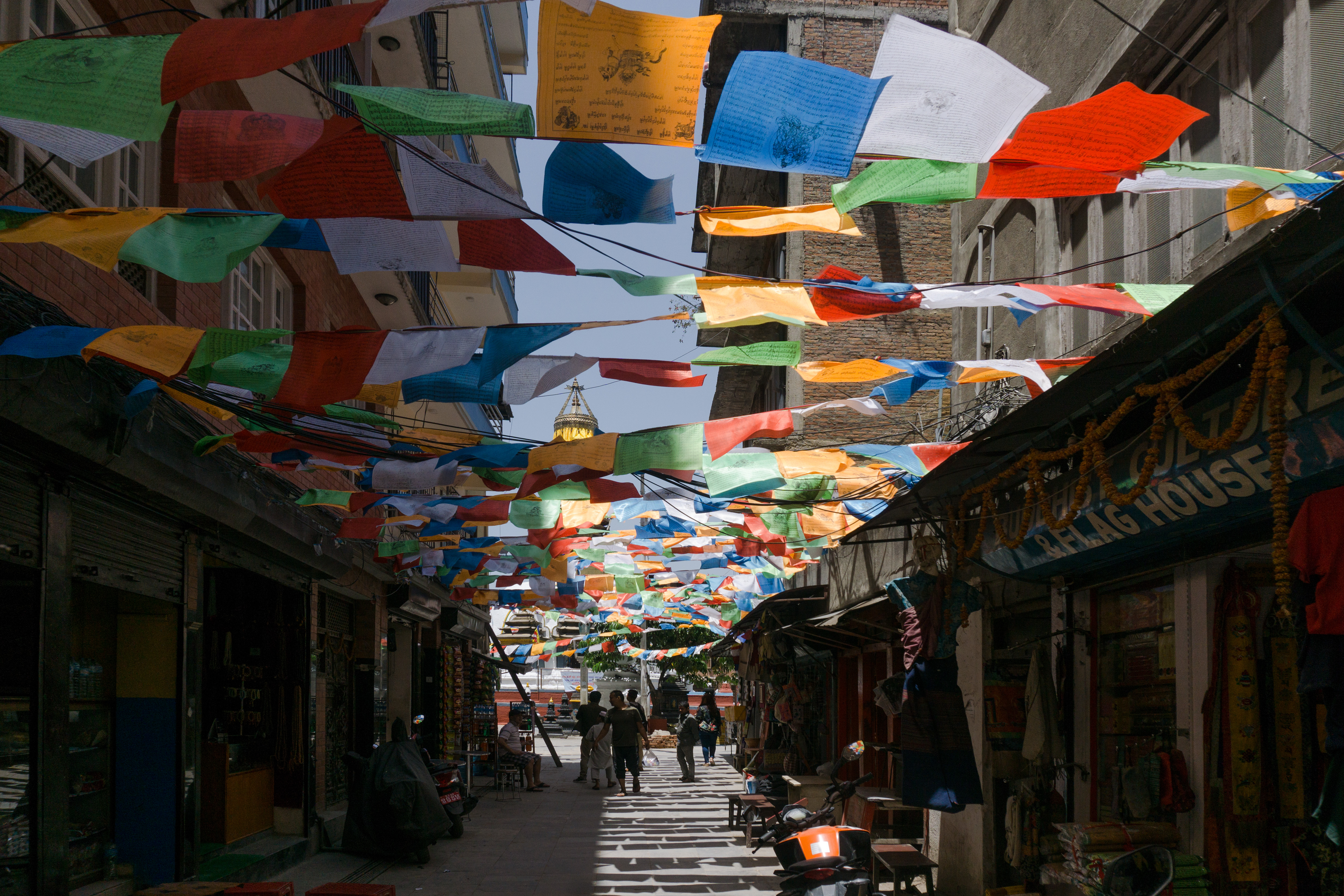